# Dolph Ziggler
Nicholas Theodore "Nick" Nemeth (Cleveland, Ohio, 27 de julio de 1980), es un luchador profesional y comediante de stand-up estadounidense actualmente está firmando con Total Nonstop Action Wrestling (TNA), Lucha Libre AAA Worldwide (AAA) y New Japan Pro-Wrestling (NJPW) bajo el nombre de Nic Nemeth. Es conocido por haber trabajado para la empresa WWE, donde se presentó bajo el nombre de Dolph Ziggler. 
Nemeth es 5 veces Campeón Mundial, al haber obtenido dos veces el  Campeonato Mundial Peso Pesado en la WWE, una vez el Campeonato Global Peso Pesado IWGP en NJPW, una vez el Megacampeonato de AAA y una vez el Campeonato Mundial de TNA.
Después de una carrera prolífica en la lucha libre amateur, donde estableció varios registros escolares para la Universidad Estatal de Kent, Nemeth firmó un contrato de desarrollo con la WWE en 2004 y fue enviado a Ohio Valley Wrestling (OVW), donde luchó bajo su nombre real. Fue promovido a la marca Raw de la WWE poco después en 2005, actuando como el compañero caddie de Kerwin White. Fue enviado de vuelta a OVW poco después, se le dio el nombre de Nicky y se unió a Spirit Squad, el cual debutó en Raw en enero de 2006 y juntos ganaron los Campeonatos Mundiales en Parejas una vez antes de regresar a OVW en noviembre. En septiembre de 2007, Nemeth fue asignado a Florida Championship Wrestling (FCW), donde ganó los Campeonatos en Parejas de Florida de FCW dos veces, con Brad Allen y más tarde con Gavin Spears.
A su regreso al elenco principal en septiembre de 2008, Nemeth fue renombrado como Dolph Ziggler. Desde entonces ha sido 4 veces campeón mundial tras haber ganado el Campeonato Mundial Peso Pesado dos veces, una vez Megacampeón de AAA y una vez Campeón Mundial de TNA, además ha obtenido diferentes logros como el Campeonato de NXT una vez, el Campeonato Intercontinental seis veces, el Campeonato de Estados Unidos dos veces, los Campeonatos en Parejas de Raw dos veces (con Drew McIntyre y Robert Roode) y los Campeonatos en Parejas de SmackDown una vez (Robert Roode). Todos estos logros lo convierten en el vigésimo segundo Campeón de Triple Corona. También ha sido el único sobreviviente de dos Survivor Series Elimination matches en los eventos de 2012 y 2014, así como el ganador del Money in the Bank Ladder match en 2012, y ha encabezado múltiples eventos de pago por visión para la WWE. En 2014, Ziggler fue nombrado «luchador del año de la WWE» por Rolling Stone. Nemeth fue liberado por WWE el 21 de septiembre de 2023, poniendo fin a su carrera de 19 años en la compañía.

## Primeros años
Nemeth asistió a la St. Edward High School en Lakewood, Ohio donde fue un luchador amateur y posee el récord de la escuela de la mayor cantidad de pinfalls en una carrera con 82. En St. Edward, era compañero de Gray Maynard. Durante la época de Nemeth en St. Edward, el equipo de lucha ganó el campeonato nacional en dos ocasiones.
Luchó colegialmente en la Universidad Estatal de Kent, finalmente estableciendo lo que entonces era el récord de más victorias en la historia del equipo. El récord de Nemeth fue superado en 2006, y a partir de 2010 se encuentra en el segundo lugar de todos los tiempos en victorias en la Estatal de Kent. Tuvo 121 victorias entre 2000 y 2003. Fue un tres veces campeón All-Mid-American Conference, ganando el torneo de 165 libras (75 kg) en 2000, 2002 y 2003 y a partir de 2010 es el último luchador de la Universidad Estatal de Kent que ha ganado tres campeonatos de lucha amateur.

## Carrera

### World Wrestling Entertainment / WWE

#### Ohio Valley Wrestling (2004–2005)
Nemeth firmó un contrato con la World Wrestling Entertainment en 2004 Gracias a Kevin Petit que lo ayudó y fue asignado al territorio en desarrollo Ohio Valley Wrestling, debutando como Nick Nemeth. Tras trabajar un año en la OVW, le trasladaron a Raw, donde debutó como el caddie de Kerwin White, el cual usaba un gimmick de golfista. La primera lucha de Nemeth fue en Sunday Night Heat, donde ambos derrotaron a Shelton Benjamin & Matt Striker. Tras la muerte de Eddie Guerrero, Chavo Guerrero dejó el gimmick de Kerwin White para ser Chavo Guerrero de nuevo, dejando a Nemeth sin ningún papel, luchando en combates no televisados hasta que le trasladaron a la OVW de nuevo.

#### Spirit Squad (2005–2006)

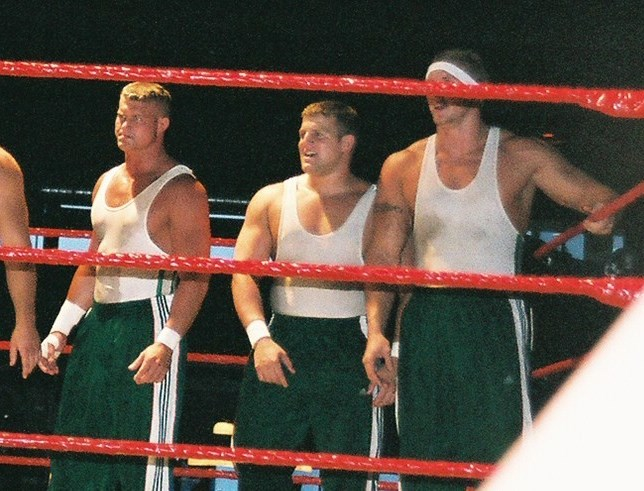
Nicky (izq.) con Mikey y Kenny como parte de The Spirit Squad en 2006.

En la OVW formó un equipo junto a Ken Doane, Johnny Jeter, Nick Mitchell, y Michael Brendli, llamándose Nicky, Kenny, Johnny, Mitch y Mikey respectivamente y siendo conocidos como The Spirit Squad, teniendo su debut televisivo en la WWE como un grupo, apareciendo en Raw. The Squad se asoció con The McMahons y se involucraron en un feudo con D-Generation X y contra Ric Flair, transformándose en Campeones Mundiales en Parejas de la WWE el 3 de abril en Raw cuando Kenny y Mikey, con ayuda de los otros tres miembros del Spirit Squad, derrotaron a Big Show & Kane. Defendieron sus títulos usando la Freebird Rule hasta noviembre, cuando fueron derrotados por Flair y Roddy Piper.
Nemeth apareció el 17 de enero en la OVW junto Mike Mondo como Frat Pack e hizo equipo junto a Mike Kruel en una pelea contra Seth Skyfire, Shawn Spears y Cody Runnels. El equipo se disolvió a principios de enero, pero se unieron una vez más en agosto.

#### Territorios de desarrollo (2007–2008)
Nemeth regresó a OVW el 17 de enero de 2007, en las grabaciones de televisión, nuevamente usando su nombre de Nick Nemeth, junto con Mike Mondo, anteriormente Mikey en el Spirit Squad, siendo nombrados en conjunto como "Frat Pack". La pareja se unió a Mike Kruel en un combate contra Seth Skyfire, Shawn Spears y Cody Runnels. El equipo se disolvió en los primeros meses de 2007. Luego de eso, Nemeth luchó en varios dark matches antes de las grabaciones televisivas de OVW, compitiendo contra varios luchadores, incluidos Chris Cage, Bradley Jay y Jake Hager, antes de comenzar a formar equipo con Mondo nuevamente en agosto.
A finales de agosto, Nemeth y Mike Mondo fueron trasladados al territorio de desarrollo Florida Championship Wrestling (FCW) y en su debut allí, Nemeth ganó el apodo de "The Natural" y derrotó a Hade Vansen. En noviembre de 2007, Nemeth tuvo a Big Rob como su mánager, pero su alianza duró poco. A principios de 2008, modificó su nombre a "Nic Nemeth" y comenzó a hacer equipo con Brad Allen, con el par teniendo a Taryn Terrell como su valet. El 22 de marzo, Nemeth y Allen ganaron los Campeonatos en Parejas de Florida de FCW al derrotar a los campeones defensores Eddie Colón y Eric Pérez, pero perdieron los campeonatos ante los excampeones el 15 de abril. A lo largo de abril y mayo de 2008, Nemeth luchó en varios dark matches antes de Raw, perdiendo ante Kofi Kingston y Ron Killings en varias ocasiones. Poco después, volvió al nombre "Nic Nemeth" y comenzó a hacer equipo con Gavin Spears. La pareja derrotó a Colón y Pérez para ganar los Campeonatos en Parejas de Florida de FCW el 16 de agosto, pero los perdieron ante Heath Miller y Joe Hennig en menos de un mes.

#### Reenvasado (2008–2010)

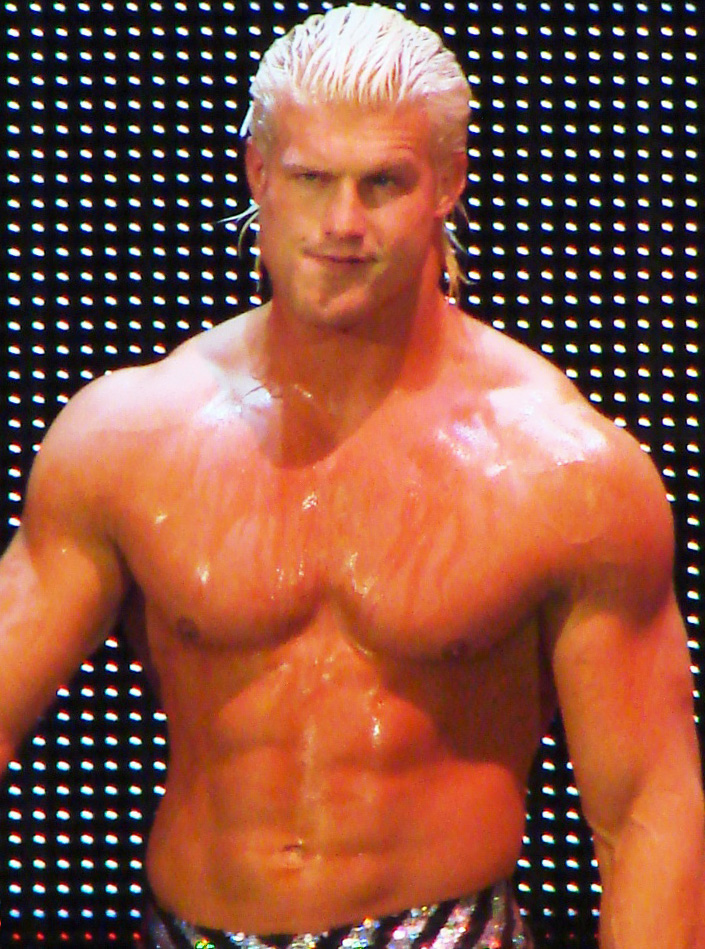
Ziggler en septiembre de 2008.

El 15 de septiembre de 2008, Nemeth volvió a debutar en Raw (como heel), presentándose en un segmento tras bastidores el nombre de Dolph Ziggler. El 10 de octubre, Nemeth fue suspendido por 30 días por una violación de la política del Programa de Bienestar de la WWE. Hizo su regreso el 17 de noviembre en Raw, en un segmento tras bastidores con Rey Mysterio y Shawn Michaels. En su primera lucha en Raw bajo el nombre de Ziggler, fue derrotado por Batista en el episodio del 1 de diciembre. La semana siguiente en Raw, obtuvo su primera victoria como Ziggler, por cuenta fuera, contra R-Truth. La siguiente semana en Raw, obtuvo su primera victoria televisiva, cuando derrotó a Charlie Haas. En Royal Rumble, Ziggler participó en el Royal Rumble match, en el que fue eliminado por Kane después de 21 segundos de estar en el combate.

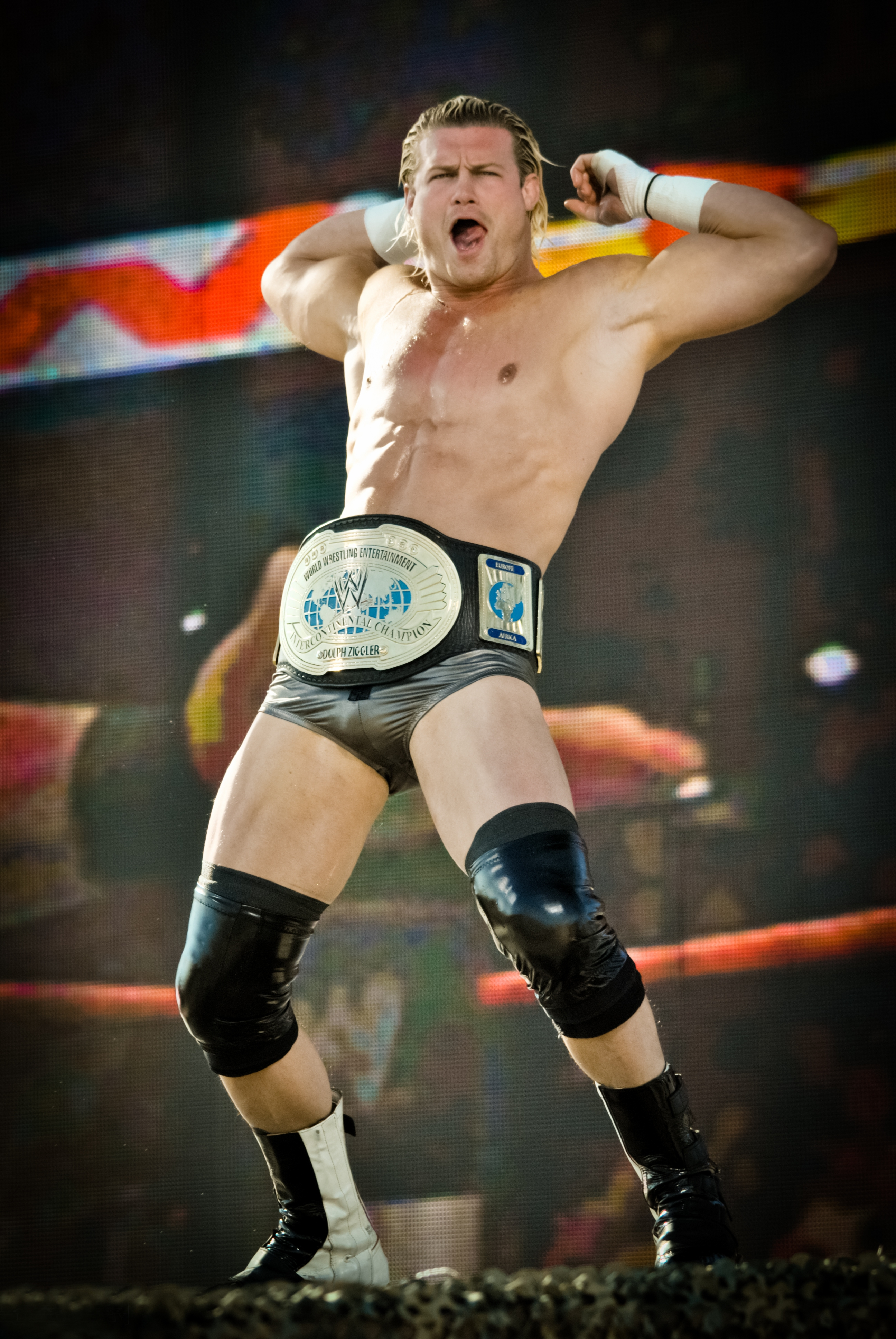
Ziggler como Campeón Intercontinental de WWE en el evento WWE Tribute to the Troops en diciembre de 2010.

El 15 de abril de 2009, Ziggler fue traspasado a la marca SmackDown como parte del Draft Suplementario. Hizo su debut en el episodio del 17 de abril de SmackDown, derrotando al Campeón de Estados Unidos Montel Vontavious Porter (MVP) en una lucha no titular, y, como resultado, la semana siguiente exigió una lucha por el campeonato. Sin embargo, en el episodio del 1 de mayo de SmackDown, no logró ganar el campeonato, después de que fue derrotado por MVP. Ziggler comenzó una rivalidad con The Great Khali, siendo derrotado por descalificación después de atacar a Khali con una silla de acero. Como resultado, Khali comenzó a salir al ring durante y después de los combates de Ziggler, para intentar vengarse y evitar que Ziggler hiciera trampas. Durante las siguientes semanas, Ziggler derrotaría a Khali por cuenta fuera y descalificación después de hacer que pareciera que Khali lo había golpeado con una silla de acero. El 28 de junio en The Bash, Ziggler derrotó a Khali en un No Count-Out No Disqualification match, después de que Kane interfiriera y atacara a Khali.
Luego de eso, Ziggler entró en una relación amorosa con la Diva de WWE Maria (kayfabe) y ella se convirtió en su valet de ring. Simultáneamente, inició una rivalidad con el Campeón Intercontinental Rey Mysterio, quien derrotó a Ziggler en Night of Champions y en SummerSlam para retener el título. En septiembre, Mysterio perdió el Campeonato Intercontinental frente a John Morrison, y Ziggler entró en un feudo con Morrison después de derrotarlo por cuenta fuera en una lucha no titular, pero perdió ante él en Hell in a Cell en una lucha por el campeonato. En el episodio del 9 de octubre de SmackDown, Ziggler terminó su relación con Maria luego de que ella accidentalmente le costara una lucha contra Morrison para el Campeonato Intercontinental. Volvió a fallar dos veces en ganar el Campeonato Intercontinental de Morrison, terminando la primera lucha en doble cuenta fuera en el episodio del 13 de noviembre de SmackDown y perdiendo el segundo combate en un 2-out-of-3 Falls match la semana siguiente en SmackDown para acabar con el feudo. En Survivor Series, Ziggler formó parte el Team Miz junto con The Miz, Drew McIntyre, Sheamus & Jack Swagger para enfrentar al Team Morrison (formado por Morrison, Matt Hardy, Evan Bourne, Shelton Benjamin & Finlay) en un 5-on-5 Survivor Series Traditional match, siendo Ziggler el primer eliminado por Bourne, aunque su equipo logró llevarse la victoria.
En Royal Rumble, Ziggler participó en el Royal Rumble match como el número 1, pero fue eliminado por CM Punk. En el episodio del 26 de febrero de 2010 de SmackDown, Ziggler derrotó a John Morrison y R-Truth en un Triple Threat match para clasificar en el Money in the Bank Ladder match en WrestleMania XXVI, pero no logró ganar el combate en el evento. En el dark match de Extreme Rules, Ziggler fue derrotado por Kofi Kingston.

#### Campeón Intercontinental (2010–2011)
En junio de 2010, comenzó una historia romántica con Vickie Guerrero, quien comenzó a acompañarlo al ring. En el episodio del 9 de julio de SmackDown, Ziggler derrotó a Chavo Guerrero y Montel Vontavious Porter en un Triple Threat match para clasificar en el SmackDown Money in the Bank Ladder match en Money in the Bank, pero no logró ganar el combate. El 28 de julio, en las grabaciones del episodio del 6 de agosto de SmackDown, Ziggler derrotó a Kofi Kingston para ganar por primera vez en su carrera el Campeonato Intercontinental. En su primera defensa del título en SummerSlam, retuvo el campeonato contra Kingston cuando la lucha terminó sin resultado debido a la interferencia de The Nexus. Ziggler pudo defender exitosamente el título ante Kingston en una lucha de revancha en Night of Champions. El 3 de octubre en el dark match de Hell in a Cell, Ziggler, junto con Cody Rhodes & Drew McIntyre, fue derrotado por Kingston, R-Truth & Goldust.
Después de eso, Ziggler comenzó un pequeño feudo con el Campeón de Estados Unidos Daniel Bryan, quien lo desafió a una lucha en Bragging Rights, donde fue derrotado. La noche siguiente en Raw, Ziggler pidió una lucha de revancha contra Bryan, pero fue derrotado nuevamente. Durante este tiempo, Ziggler empezó a coquetear con la rookie de Vickie en NXT, Kaitlyn, causando el enfado de Guerrero. En Survivor Series, Ziggler retuvo el Campeonato Intercontinental ante el ganador de la segunda temporada de NXT, Kaval, quien había usado su oportunidad titular como ganador de dicho programa. Ziggler retuvo con éxito el Campeonato Intercontinental en TLC: Tables, Ladders & Chairs en un Triple Threat Ladder match contra Kingston y Jack Swagger.
Durante ese tiempo, Ziggler fue elegido como pro para la cuarta temporada de NXT, con Jacob Novak como su rookie. En el episodio del 4 de enero de 2011 de NXT, Ziggler ganó un Battle Royal para ganar el derecho de elegir un nuevo rookie, y eligió a Byron Saxton. Su rookie original, Novak, fue el primer rookie eliminado más tarde esa noche. El 8 de febrero, el segundo rookie de Ziggler, Byron Saxton, también fue expulsado de NXT.
En el episodio del 4 de enero de SmackDown (emitido el 7 de enero), Ziggler perdió el Campeonato Intercontinental ante Kingston, terminando un reinado de cinco meses a los 160 días. A pesar de que hizo efectiva su cláusula de revancha titular inmediatamente después, Ziggler fue derrotado nuevamente por Kingston. Esa misma noche, Ziggler ganó un Fatal 4-Way match contra Cody Rhodes, Drew McIntyre y The Big Show para convertirse en el contendiente número uno al Campeonato Mundial Peso Pesado. En Royal Rumble, Ziggler no pudo ganar el título al ser derrotado por Edge. El 4 de febrero, la novia de Ziggler, Vickie Guerrero, quien era la gerente general interina de SmackDown, prohibió el Spear (el movimiento final de Edge) y decidió que si Edge lo usaba, Ziggler ganaría el campeonato. Ziggler fue nuevamente derrotado por Edge en una revancha titular en el episodio del 11 de febrero de SmackDown, pero debido a que Edge usó el Spear, Guerrero declaró a Ziggler como nuevo campeón en el episodio del 14 de febrero de Raw. Antes de la ceremonia oficial de coronación de Ziggler el 18 de febrero en SmackDown, Guerrero despidió a Edge, alegando que había atacado al gerente general de SmackDown, Theodore Long, varias semanas antes. Sin embargo, Long interrumpió la ceremonia de Ziggler y acusó a Guerrero de orquestar el ataque, lo que llevó a Guerrero a revelar a Ziggler como el atacante y a Long a volver a contratar a Edge. Long también le dio a Edge una revancha contra Ziggler, quien perdió el campeonato ante Edge y fue despedido por Long (kayfabe).

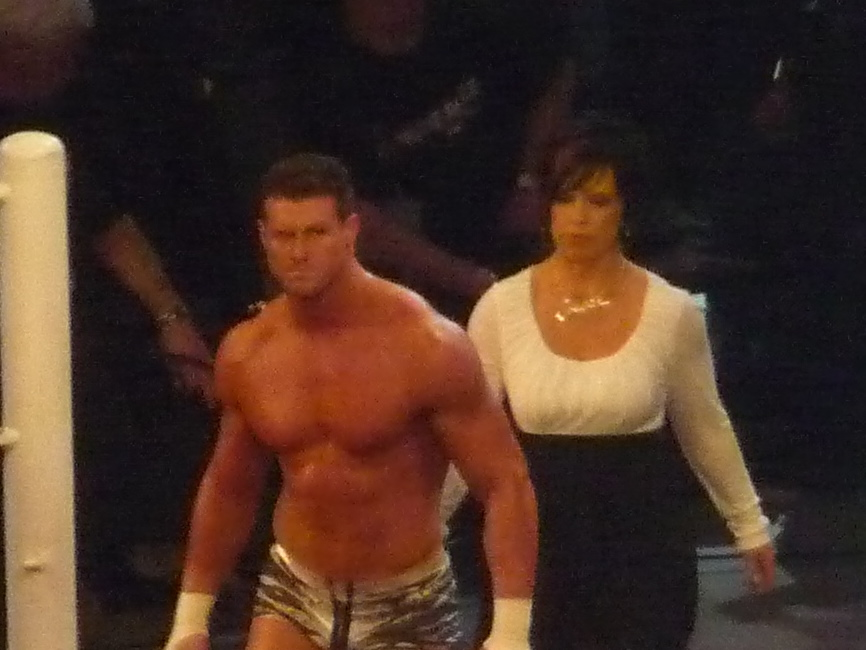
Ziggler (izq.), con su nuevo look, y su mánager Vickie Guerrero en abril de 2011.

En el episodio del 7 de marzo de Raw, Ziggler fue presentado como el nuevo integrante de la marca Raw y derrotó a John Morrison en una lucha individual; Ziggler estaba acompañado por Guerrero, quien también había sido despedida de SmackDown, pero se vio obligada a ganar su lugar en el elenco de Raw. Luego de eso, Ziggler, junto con Guerrero y LayCool entró en un feudo con Morrison, Trish Stratus y la estrella invitada de Jersey Shore, Snooki, que culminó con un Mixed Tag Team match en WrestleMania XXVII, el cual Ziggler y su equipo perdieron. En el episodio del 18 de abril de Raw, Vickie presentó al "nuevo y mejorado" Ziggler, quien salió con un nuevo estilo de cabello corto y marrón y derrotó a Evan Bourne en una lucha individual. Sin embargo, en el episodio del 23 de mayo de Raw, Ziggler volvió a aparecer con su cabello teñido.

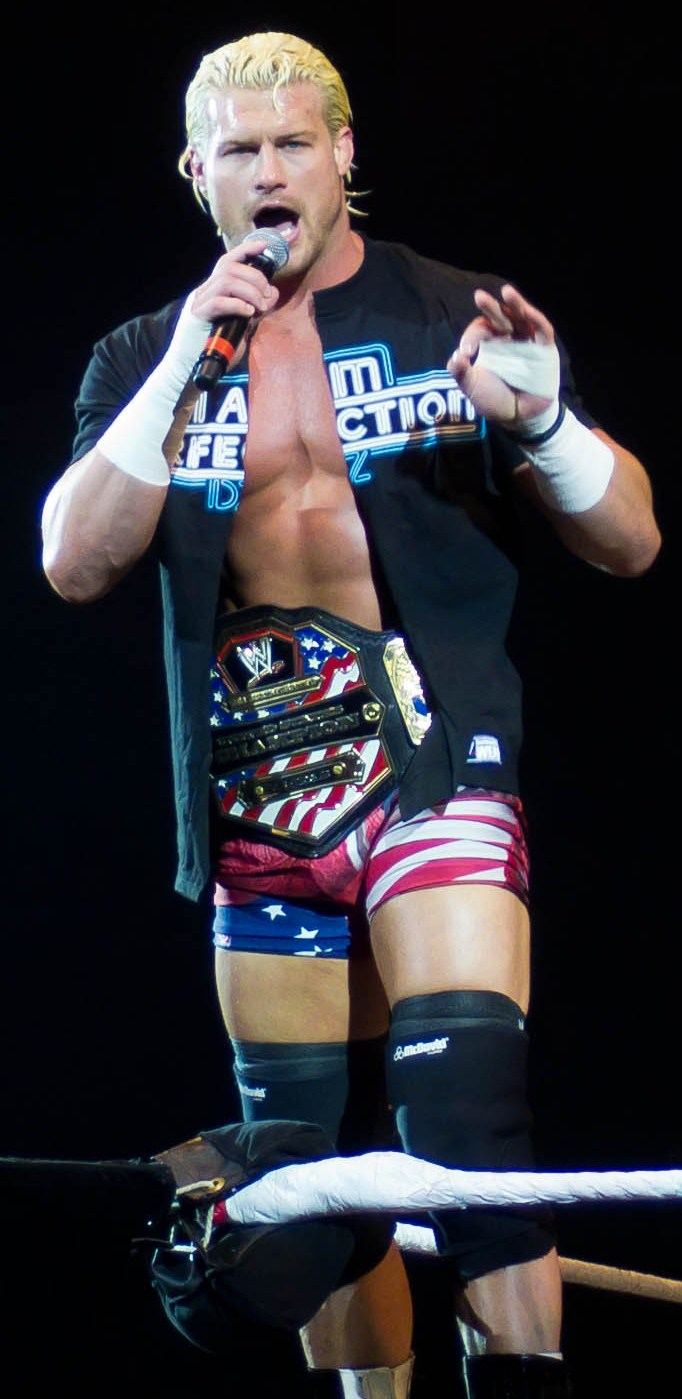
Ziggler como Campeón de Estados Unidos de WWE en noviembre de 2011.

#### Campeón de los Estados Unidos (2011–2012)
Ziggler derrotó al Campeón de Estados Unidos Kofi Kingston en una lucha no titular en el episodio del 30 de mayo de Raw, lo que lo llevó a una lucha titular en Capitol Punishment, la cual Ziggler ganó para ganar por primera vez en su carrera el Campeonato de Estados Unidos. La noche siguiente en Raw, Kingston invocó su cláusula de revancha en un 2-out-of-3 Falls match y ganó por descalificación, lo que le permitió a Ziggler retener el título. Después de que Jack Swagger le sugiriera a Guerrero que lo manejara además de Ziggler, Ziggler tuvo tensiones con Swagger. Esto, junto con el feudo concurrente de Ziggler con Alex Riley (a quien derrotó en el dark match de SummerSlam), llevó a Ziggler a defender y retener el Campeonato de Estados Unidos en un Fatal 4-Way match ante Swagger, Riley y John Morrison en Night of Champions. En el episodio del 19 de septiembre de Raw, Ziggler perdió una lucha no titular contra Zack Ryder cuando la estrella invitada Hugh Jackman ayudó a Ryder al golpear a Ziggler en la cara. Aunque Ziggler luego afirmó que tenía una mandíbula rota debido al puñetazo de Jackman, se informó que la supuesta lesión era falsa. Más tarde esa noche, Guerrero comenzó oficialmente a manejar a Swagger, y Swagger comenzó a interferir en los combates Ziggler para ayudarlo a ganar. Ziggler & Swagger fueron derrotados por Air Boom (Kofi Kingston & Evan Bourne) en luchas por los Campeonatos en Parejas de WWE en Hell in a Cell y en Vengeance, donde Ziggler también defendió con éxito el Campeonato de Estados Unidos ante Ryder. En Survivor Series, Ziggler retuvo el campeonato ante John Morrison. Esa misma noche, Ziggler formó parte de Team Barrett, como reemplazo de Christian debido a una lesión, en un 5-on-5 Survivor Series Traditional match contra el Team Orton, llevándose su equipo la victoria, aunque Ziggler fue eliminado por Randy Orton. En TLC: Tables, Ladders & Chairs, Ziggler perdió el Campeonato de Estados Unidos ante Ryder. En el episodio del 26 de diciembre de Raw, Ziggler derrotó al Campeón de WWE CM Punk en un Gauntlet match para ganar una oportunidad por el Campeonato de WWE gracias a la interferencia de John Laurinaitis.
En el episodio del 2 de enero de Raw, Ziggler derrotó a Punk por cuenta fuera después de que Laurinaitis interfiriera de nuevo; como resultado, Ziggler no ganó el campeonato. En Royal Rumble, Ziggler no pudo capturar el Campeonato de WWE de CM Punk en una lucha con Laurinaitis como árbitro especial invitado. En Elimination Chamber, Ziggler falló nuevamente en capturar el Campeonato de WWE en un Elimination Chamber match luego de ser eliminado en segundo lugar por Chris Jericho. Nemeth le declaró a Arda Ocal en una entrevista para The Score Television Network que el Elimination Chamber match lo dejó con varias lesiones menores y es un combate que él esperaba con pocas ansias de competir.
En el episodio del 27 de febrero de Raw, Ziggler & Swagger fueron derrotados por Primo & Epico en un Triple Threat match por los Campeonatos en Parejas de WWE, el cual también involucró a Kofi Kingston & R-Truth. En el episodio del 19 de marzo de Raw, Ziggler y Swagger fueron anunciados como los miembros más recientes del Team Johnny para el 12-man Tag Team match contra el Team Teddy en WrestleMania XXVIII, el cual ganaron, y en el episodio del 2 de abril de Raw, Ziggler y Swagger fueron derrotados por Santino Marella en un Triple Threat match por el Campeonato de Estados Unidos. Después del combate, Ziggler comenzó un feudo con Brodus Clay, quien atacó a Ziggler con un cabezazo luego de que él y Swagger intentaron atacar a Marella. En el siguiente episodio de Raw, Ziggler & Swagger fueron derrotados por Clay & Marella en una lucha por equipos. Durante las siguientes semanas, Ziggler y Swagger perdieron ante Clay y Hornswoggle en luchas individuales y por equipos. En Extreme Rules, Ziggler fue nuevamente derrotado por Clay. En mayo, Ziggler y Swagger desafiaron infructuosamente a Kofi Kingston y R-Truth en luchas por los Campeonatos en Parejas de WWE, primero en Over the Limit y luego en el episodio del 28 de mayo de Raw, lo que dio como resultado que Ziggler mostrara signos de querer separarse de Guerrero y Swagger.
En el episodio del 11 de junio de Raw, Ziggler derrotó a Swagger, Christian y The Great Khali en un Fatal 4-Way match para convertirse en el contendiente número uno al Campeonato Mundial Peso Pesado, pero en No Way Out, Ziggler perdió la lucha titular contra el campeón Sheamus. La noche siguiente en Raw, Guerrero, finalmente cansada de las disputas entre Ziggler y Swagger, dispuso un encuentro entre ellos; Ziggler ganó la lucha y los servicios de Guerrero como mánager. Ziggler recibió otra oportunidad por el Campeonato Mundial Peso Pesado el 29 de junio en SmackDown, pero fue nuevamente derrotado por Sheamus en un Triple Threat match, el cual también involucró a Alberto del Río.

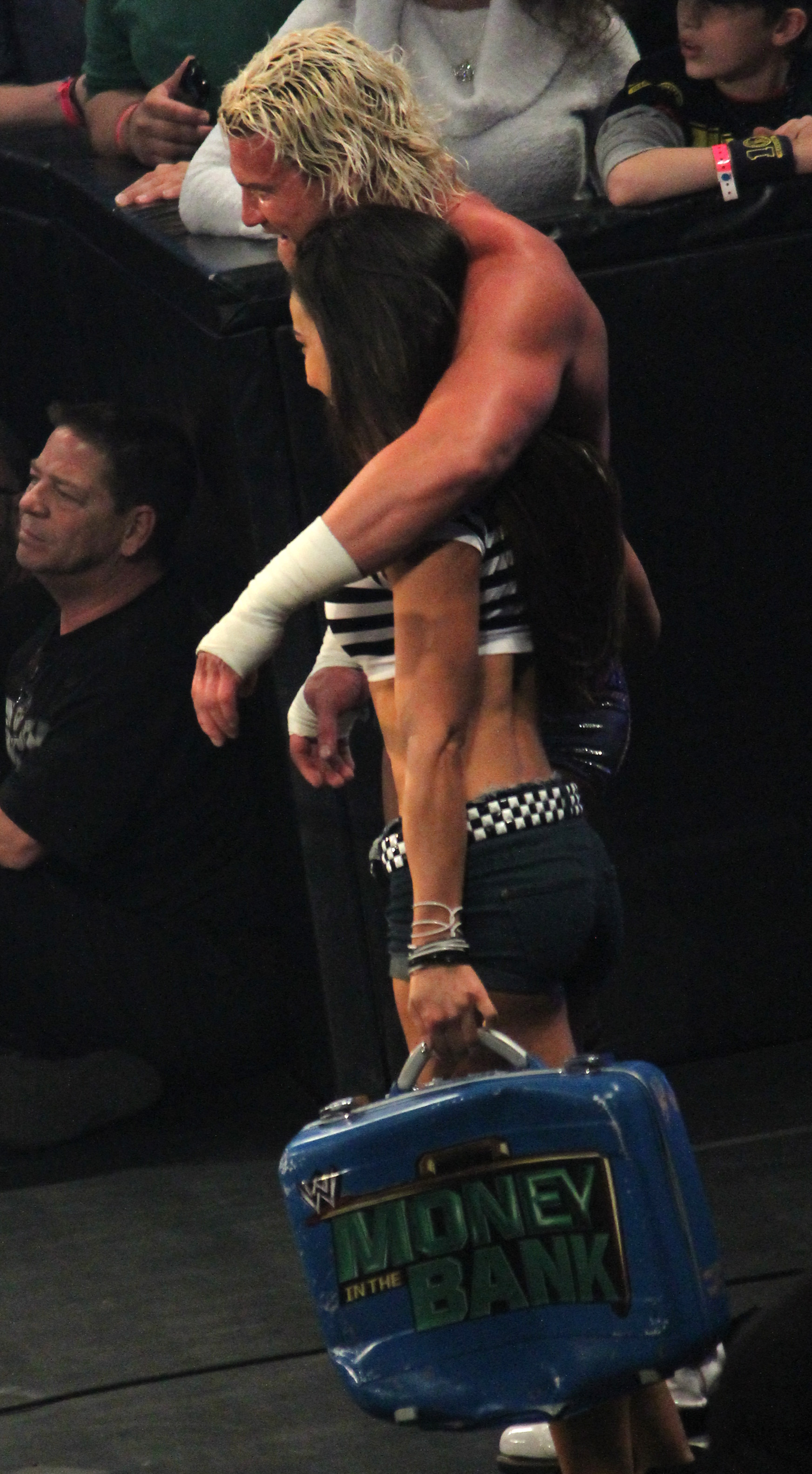
Ziggler con AJ Lee y su maletín Money in the Bank en febrero de 2013.

#### Campeón Mundial de Peso Pesado (2012–2013)
En el episodio del 3 de julio de SmackDown, Ziggler derrotó a Alex Riley para clasificar en el World Heavyweight Championship Money in the Bank Ladder match. El 13 de julio, Ziggler, Zack Ryder y Justin Roberts tuvieron un accidente automovilístico en San Diego mientras conducían desde Comic-Con; ninguno de ellos sufrió heridas graves. Dos días después en Money in the Bank, Ziggler ganó el Money in the Bank Ladder match, el cual le garantizó la oportunidad de competir por el Campeonato Mundial Peso Pesado en el momento de su elección dentro del próximo año. Más tarde esa noche, Ziggler intentó cobrar el maletín contra Sheamus después de que Alberto Del Rio lo atacara después de su lucha, pero del Río detuvo a Ziggler con un ataque para que no lo hiciera. En el siguiente episodio de SmackDown, Ziggler intentó nuevamente cobrar el maletín contra Sheamus después de una lucha por equipos con del Río, pero Rey Mysterio y Sheamus lo atacaron antes de que pudiera hacerlo. Durante este tiempo, Ziggler comenzó un feudo con Chris Jericho después de afirmar que había perdido su toque, lo que provocó que Jericho lo atacara en dos ocasiones, y lo derrotara en una lucha individual en SummerSlam. La noche siguiente en Raw, Ziggler derrotó a Jericho en una revancha; como resultado, Ziggler retuvo su contrato de Money in the Bank y el contrato de WWE de Jericho se terminó (kayfabe). Después de esto, Ziggler comenzó un feudo con Randy Orton cuatro noches después en SmackDown, luego de que Orton lo atacara con un RKO cuando Ziggler intentó cobrar su maletín de Money in the Bank contra un Sheamus vulnerable. La semana siguiente en SmackDown, Ziggler se enfrentó a Orton en una lucha que ganó Orton. Ziggler lo derrotó en una lucha de revancha en el siguiente episodio de Raw al cubrirlo mientras sujetaba su trusa. Ziggler se enfrentó a Orton nuevamente en Night of Champions, donde perdió de nuevo, terminando el feudo. El 18 de noviembre en Survivor Series, Ziggler fue el capitán de su propio equipo en un 5-on-5 Survivor Series Traditional match contra el equipo de Mick Foley, y ganó después de eliminar a Orton, convirtiéndolo en el único sobreviviente del combate.

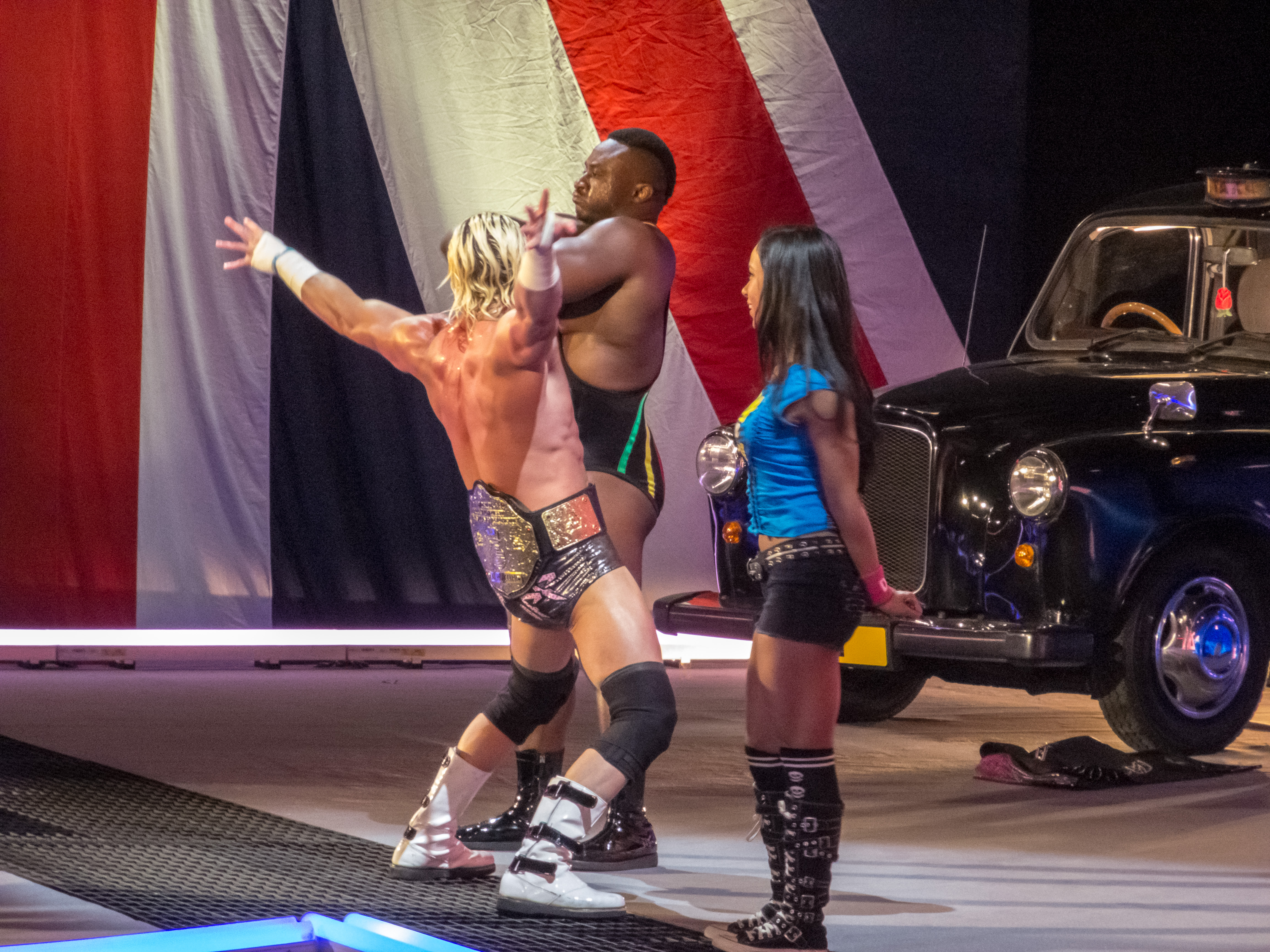
Ziggler como Campeón Mundial Peso Pesado haciendo su entrada con AJ Lee yBig E Langston.

Luego de eso, Ziggler comenzó un feudo con John Cena después de ayudar a Vickie Guerrero a difamar a Cena y AJ Lee, alegando que tenían una relación romántica. El 16 de diciembre en TLC: Tables, Ladders & Chairs, Ziggler retuvo su maletín de Money in the Bank en un Ladder match después de que AJ interfiriera y traicionara a Cena. La noche siguiente en Raw, mientras Ziggler trataba de calmar una discusión entre Vickie y AJ, AJ inesperadamente besó a Ziggler, dejándolo confundido. Luego de eso, Ziggler intentó cobrar su maletín de Money in the Bank contra Big Show después de que Show fuera atacado por Sheamus, pero fue atacado por Cena antes de que la lucha pudiera comenzar. Más tarde, Ziggler se unió a AJ para enfrentar a Cena & Vickie Guerrero en un Mixed Tag Team match, sin embargo, el combate terminó en descalificación después de que el debutante Big E Langston atacara a Cena, uniéndose a Ziggler y AJ, quienes iniciaron una relación amorosa (kayfabe). Ziggler terminó el 2012 habiendo luchado la segunda mayor cantidad de luchas en TV/PPV ese año con 90; sin embargo, tuvo la mayor cantidad de derrotas en TV/PPV con 57.
Ziggler terminó su feudo con Cena después de perder contra él en una lucha individual en el episodio del 7 de enero de 2013 de Raw, y en un Steel Cage match la semana siguiente en Raw 20th Anniversary, a pesar de la interferencia externa de AJ y Langston en ambos combates. En el episodio del 21 de enero de Raw, Ziggler ganó un Beat the Clock Challenge para ganar el derecho a elegir con qué número puede ingresar en el Royal Rumble match, pero su exnovia y supervisora de Raw, Vickie Guerrero, le informó que solo podría elegir entre el primero o segundo. Seis noches después en Royal Rumble, Ziggler entró como el número uno en el Royal Rumble match y duró casi cincuenta minutos antes de ser eliminado por Sheamus. Durante el combate, Ziggler reanudó su feudo con Chris Jericho, a quien Ziggler logró eliminar. La noche siguiente en Raw, Ziggler y Jericho fueron colocados en una lucha llamada "Strange Bedfellows" contra los Campeones en Parejas de WWE Team Hell No (Kane & Daniel Bryan), pero perdieron cuando Kane le aplicó un Chokeslam a Ziggler y lo cubrió después de que Jericho lo incriminó por empujar a Kane. En Elimination Chamber, Ziggler derrotó a Kofi Kingston en una lucha individual. La noche siguiente en Raw, Ziggler fue derrotado por el campeón Mundial Peso Pesado Alberto del Río por rendición en una lucha no titular, y luego de que Langston atacara a del Río, Ziggler hizo un intento fallido de cobrar el maletín de Money in the Bank después de que el presentador personal de Del Río, Ricardo Rodríguez, se escapó con él. Después de derrotar a los Campeones en Parejas de WWE Kane & Daniel Bryan en luchas individuales debido a la interferencia de Langston, Ziggler y Langston recibieron una oportunidad por sus títulos. La lucha por los títulos tuvo lugar el 7 de abril en WrestleMania 29, donde Ziggler & Langston fueron derrotados por Kane & Bryan, por lo que no pudieron ganar los Campeonatos en Parejas de WWE.
La noche siguiente en Raw, Ziggler cobró su contrato de Money in the Bank contra un lesionado Alberto del Río para ganar por segunda vez en su carrera el Campeonato Mundial Peso Pesado. Después de ganar el Campeonato Mundial Peso Pesado, Ziggler comenzó un feudo con del Río y Jack Swagger por título. Originalmente, Ziggler fue programado para enfrentarse a del Río y Swagger en un Triple Threat Ladder match por el campeonato en Extreme Rules; sin embargo, Ziggler sufrió una conmoción cerebral legítima en una grabación de SmackDown, eliminando así su combate del evento y dando como resultado una ausencia de Ziggler de la televisión durante un mes. El 16 de junio en Payback, Ziggler se enfrentó a del Río en su primera defensa del Campeonato Mundial Peso Pesado y durante el combate, se llevó a cabo un doble cambio; Ziggler cambió a face, mostrando una actitud de no decir "nunca", mientras que del Río cambió a heel, apuntando la cabeza de Ziggler repetida y despiadadamente con patadas para aprovecharse de su conmoción cerebral, ganar el combate y terminar el reinado de Ziggler a los 69 días.  El 14 de julio en Money in the Bank, AJ le costó a Ziggler su revancha por el título contra Alberto del Río, luego de que ella se coló prematuramente en el ring y golpeó a del Río con su Campeonato de Divas, lo que provocó una descalificación. La noche siguiente en Raw, Ziggler terminó su relación con AJ debido a sus acciones la noche anterior, por lo que AJ se vengó de él y le costó a Ziggler una lucha no titular contra del Río, luego atacó a Ziggler y desató a Langston sobre él.

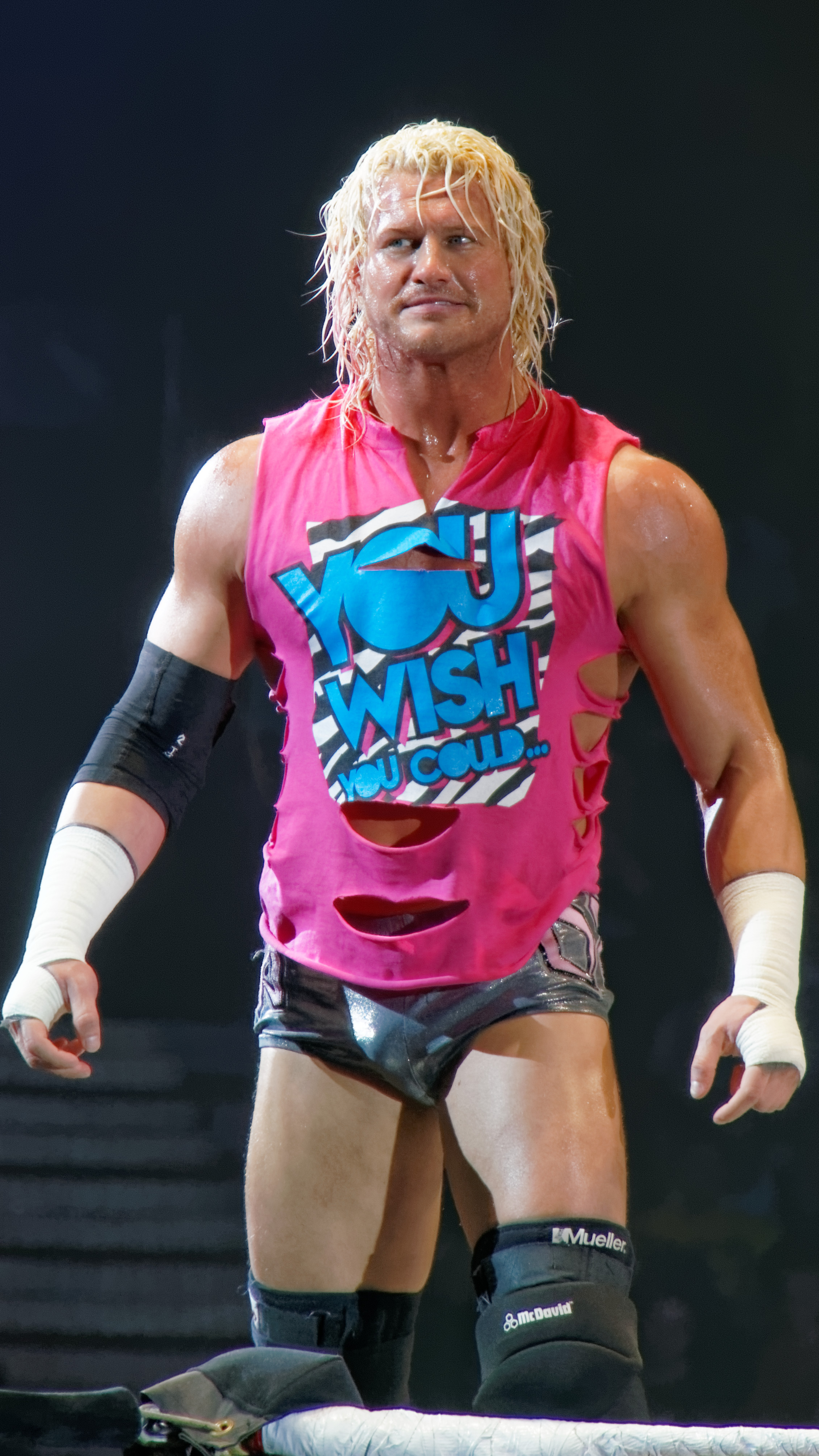
Ziggler posicionado en el ring durante un house show en 2013.

En el episodio del 29 de julio de Raw, Ziggler derrotó a Big E Langston por descalificación después de que AJ Lee atacara a Ziggler. La semana siguiente en Raw en una lucha de revancha, Ziggler fue derrotado por Langston después de una distracción de AJ y Kaitlyn. Esto los llevó a un Mixed Tag Team match en SummerSlam, donde Ziggler & Kaitlyn derrotaron a Big E & AJ.

#### Rivalidad con The Authority (2013–2015)
Más tarde, Ziggler no logró capturar el Campeonato de Estados Unidos, cuando perdió ante Dean Ambrose, en Night of Champions y en el episodio del 16 de octubre de Main Event. En el kick-off de Battleground, Ziggler derrotó a Damien Sandow. En el episodio del 11 de noviembre de Raw, Ziggler no logró derrotar a Curtis Axel en una lucha por el Campeonato Intercontinental. En diciembre, Ziggler perdió dos luchas para definir al contendiente número uno al Campeonato Intercontinental, primero ante Sandow y luego contra Fandango. En el kick-off de TLC: Tables, Ladders & Chairs, Ziggler fue derrotado por Fandango.
El 26 de enero de 2014 en Royal Rumble, Ziggler ingresó como el número 12 en el Royal Rumble match, pero fue eliminado por Roman Reigns. La noche siguiente en Raw, Ziggler derrotó a The Miz en un Battle of Cleveland match donde Ziggler fue reconocido como originario de Cleveland y fue anunciado como tal antes del combate. Más tarde, Ziggler ganó una oportunidad por el Campeonato Intercontinental de Big E, pero no logró capturar el título. El 6 de abril en WrestleMania XXX, Ziggler compitió en el André the Giant Memorial Battle Royal, pero fue eliminado por Alberto del Río. Luego de eso, Ziggler comenzó a poner en la mira el Campeonato Intercontinental de Bad News Barrett. En el episodio del 29 de abril de Raw, Ziggler confrontó a Damien Sandow junto con Hugh Jackman, haciendo las paces con Jackman por lo de 2011. Ziggler se enfrentó a Mark Henry en un Beat the Clock Challenge por una lucha por el Campeonato Intercontinental en el episodio del 19 de mayo de Raw, y casi ganó pero el tiempo expiró. Ziggler fue derrotado por Bad News Barrett en una lucha por el Campeonato Intercontinental en el episodio del 23 de junio de Raw. El 29 de junio en Money in the Bank, Ziggler compitió en el Money in the Bank Ladder match, el cual garantizaba una lucha por el Campeonato Mundial Peso Pesado de WWE en cualquier momento durante el próximo año, pero el ganador fue Seth Rollins.

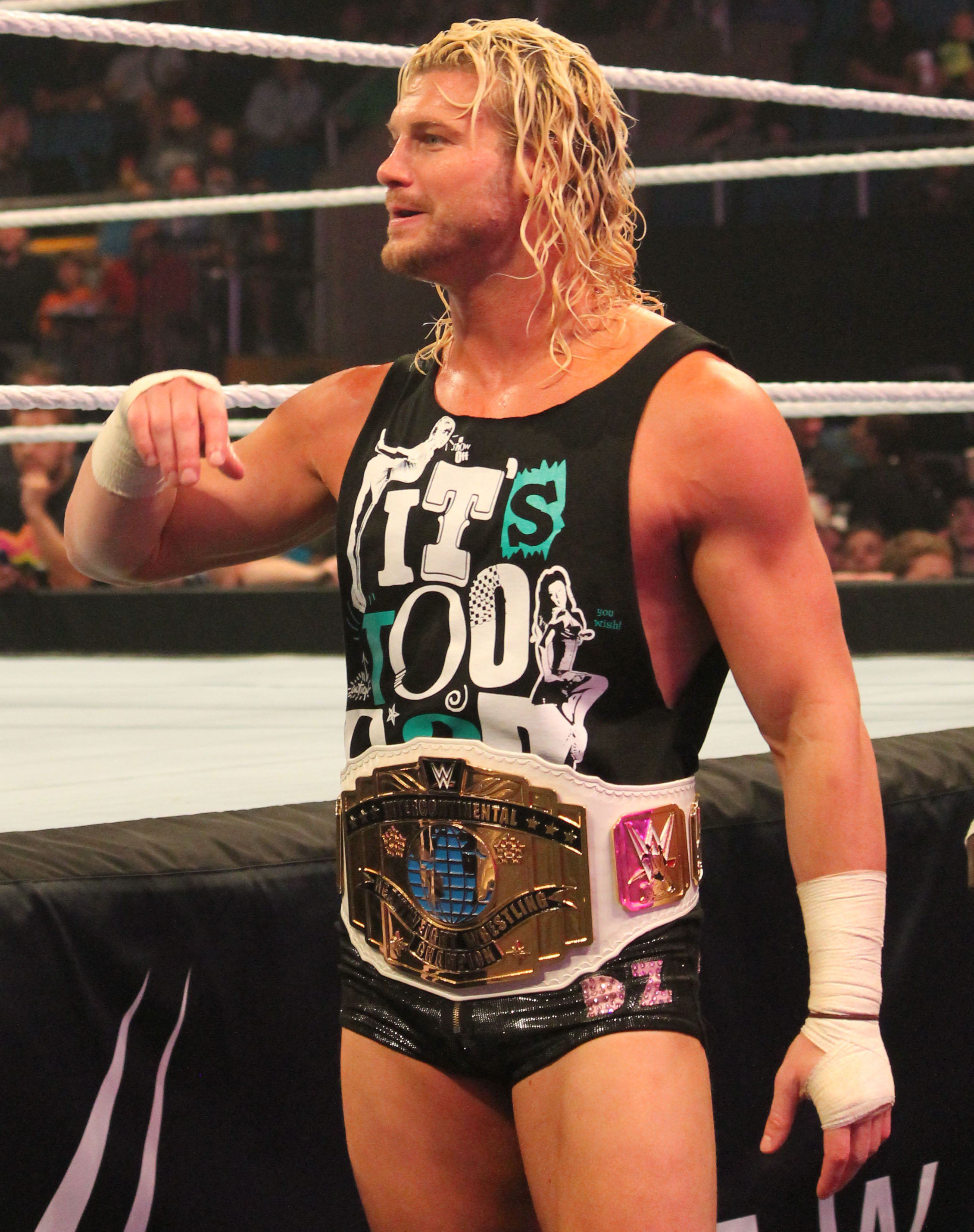
Ziggler como Campeón Intercontinental durante su tercer reinado.

Más tarde, Ziggler participó en un Battle Royal por el vacante Campeonato Intercontinental el 20 de julio en Battleground; sin embargo, fue eliminado abruptamente desde atrás por The Miz, quien ganó el combate y el campeonato. Después de que Ziggler derrotara a Miz en una lucha no titular la noche siguiente en Raw, recibió una revancha en SummerSlam, donde derrotó a Miz para ganar el campeonato por segunda vez en su carrera. La noche siguiente en Raw, Ziggler retuvo exitosamente su título ante Miz por cuenta fuera. En Night of Champions, Ziggler perdió el título ante Miz, pero lo recuperó la noche siguiente en Raw. Luego de eso, Ziggler retuvo el campeonato ante Cesaro en el episodio del 26 de septiembre de SmackDown, en un Triple Threat match contra Cesaro y Miz la siguiente semana en Raw y en Hell in a Cell ante Cesaro en un 2-out-of-3 Falls match.
En el episodio del 28 de octubre de Raw, Ziggler y John Cena se dieron la mano tras bastidores, lo que The Authority interpretó como un acuerdo para conspirar contra ellos. Como resultado, Ziggler se enfrentó a Kane, a quien logró derrotar. Luego, Ziggler se unió al Team Cena para enfrentar a The Authority en Survivor Series. En el episodio del 10 de noviembre de Raw, Ziggler fue brutalmente atacado por Luke Harper (quien hacía su regreso). La semana siguiente, Harper recibió un combate por el Campeonato Intercontinental contra Ziggler, el cual Harper ganó con la asistencia de The Authority, lo que puso fin al reinado de Ziggler a los 56 días.
En Survivor Series, Ziggler emergió como el único sobreviviente en el 5-on-5 Survivor Series Traditional Elimination match por segunda vez. Ziggler contribuyó a que se eliminara a Rusev por cuenta fuera, y luego de que todos sus compañeros fueron eliminados, cubrió a Kane y Luke Harper. Triple H impidió que Ziggler eliminara al oponente final Seth Rollins en dos ocasiones, pero el debutante Sting proporcionó una asistencia para ayudar a Ziggler a ganar el combate, lo que dio como resultado a The Authority perdiendo el poder en la WWE (kayfabe). El 14 de diciembre en TLC: Tables, Ladders & Chairs, Ziggler derrotó a Harper en un Ladder match para ganar por cuarta vez en su carrera el Campeonato Intercontinental. En el episodio del 16 de diciembre de SmackDown, Ziggler finalmente derrotó a Seth Rollins en una lucha individual después de fallar varias veces antes. Tres días después, Rolling Stone nombró a Ziggler como el luchador del Año de la WWE en 2014.
En el episodio del 5 de enero de 2015 de Raw, un The Authority recientemente reincorporado obligó a Ziggler a defender el Campeonato Intercontinental contra Bad News Barrett y ganó inicialmente. Luego de que Barrett atacara y lesionara el hombro de Ziggler, Kane declaró el combate como un 2-out-of-3 Falls match, y Barrett procedió a derrotar a Ziggler para ganar el título después de que Kane lo distrajera. Más tarde esa noche, Ziggler junto con Ryback y Erick Rowan fueron despedidos por The Authority (kayfabe). En el episodio del 19 de enero de Raw, Sting brindó otra asistencia para que John Cena recuperara los trabajos a Ziggler, Ryback y Rowan. Ziggler regresó a la televisión en el siguiente episodio de SmackDown y clasificó en el Royal Rumble match al vencer a Barrett en una lucha no titular. En Royal Rumble, Ziggler ingresó en el Royal Rumble match como el último participante y se anotó dos eliminaciones, pero fue eliminado rápidamente por Big Show y Kane. En Fastlane, Ziggler compitió junto con Rowan y Ryback en un Six-man Tag Team match contra Rollins, Big Show y Kane, el cual perdieron. En el episodio del 5 de marzo de SmackDown, Ziggler fue anunciado como uno de los participantes de un Ladder match por el Campeonato Intercontinental en WrestleMania 31, el cual fue ganado por Daniel Bryan.

#### Romance con Lana y feudo con Rusev (2015–2016)
Después de perder una lucha por el Campeonato Intercontinental contra Daniel Bryan la noche siguiente en Raw, Ziggler fue atacado por Sheamus (quien hacía su regreso). Afirmando que "la era de los no favoritos (como Ziggler) había terminado", Sheamus y Ziggler comenzaron un feudo, con Sheamus desafiando a Ziggler a un Kiss Me Arse en Extreme Rules, el cual Ziggler ganó. Sin embargo, Sheamus se negó a seguir la estipulación y, en cambio, hizo que Ziggler le besara el trasero. El 27 de abril participó en el torneo king of the ring pero fue eliminado en los cuartos de final por Bad News Barrett por una distracción de Sheamus; pero más tarde, durante el enfrentamiento entre Dean Ambrose y Sheamus, intervino en el combate atacando a este último provocando la descalificación de Dean Ambrose con Sheamus clasificándose a la semifinal del torneo. El 28 de abril tuvo una intervención en el combate de semifinal del torneo que se disputaba entre Sheamus y Neville dónde en esta ocasión, con micrófono en mano,se burló de Sheamus por la victoria que Ziggler tuvo sobre él en extreme rules distrayendo así a Sheamus quien perdió el combate para después ser atacado brutalmente por Ziggler. 
Ziggler perdió una lucha de revancha contra Sheamus en Payback. Ziggler participó en un Elimination Chamber match por el vacante Campeonato Intercontinental en Elimination Chamber, pero fue eliminado por Sheamus, siendo Ryback el ganador. En Money in the Bank, Ziggler compitió en el Money in the Bank Ladder match, el cual ganó Sheamus. El 4 de julio en el evento en vivo The Beast in the East en Japón, Ziggler & John Cena derrotaron a King Barrett & Kane en el evento principal.
Ziggler se involucró en una historia de amor con Lana (kayfabe), la exnovia de Rusev, cuando lo besó el 25 de mayo de Raw, convirtiéndose en la valet de Ziggler durante sus luchas. Durante este tiempo, Ziggler comenzó a incorporar elementos de la moda glam rock de los 80 en su atuendo de entrada y de lucha; estilos como Mötley Crüe y Poison. En junio, después de que Ziggler y Lana confirmaron su relación amorosa, Summer Rae se alió con Rusev para igualar las probabilidades. Después de un ataque de Rusev, Ziggler sufrió una tráquea magullada (kayfabe), lo que le dio algo de tiempo libre para filmar una nueva película de WWE Studios, titulada 6:42. Ziggler regresó en el episodio del 17 de agosto de Raw, ayudando a Lana durante una confrontación contra Rusev y Summer Rae. Este altercado provocó un enfrentamiento entre Ziggler y Rusev en SummerSlam, el cual terminó en doble cuenta fuera debido a la interferencia de Lana y Rae. En una lucha de revancha el 20 de septiembre en Night of Champions, Ziggler salió victorioso. El 11 de octubre, cuando TMZ informó sobre el compromiso en la vida real de Rusev y Lana, esto terminó oficialmente su feudo. La noche siguiente en Raw, Ziggler desafió a John Cena a una lucha por el Campeonato de Estados Unidos, pero fue derrotado. En el kick-off de Hell in a Cell, Ziggler se unió a Cesaro & Neville para enfrentar a Rusev, Sheamus & King Barrett, saliendo victoriosos.
En el episodio del 22 de octubre de SmackDown, Ziggler comenzó un feudo con el debutante Tyler Breeze, quien se alió con Summer Rae y atacó a Ziggler. Ziggler participó en un torneo por el vacante Campeonato Mundial Peso Pesado de WWE, derrotando a The Miz en la primera ronda antes de ser eliminado por Dean Ambrose. Ziggler y Breeze continuaron su feudo, el cual culminó con una lucha entre los dos en Survivor Series, el cual Ziggler perdió.
Luego de eso, Ziggler entraría en un feudo con Kevin Owens durante todo el resto de diciembre y principios de 2016. En Royal Rumble, Ziggler ingresó al Royal Rumble match por el Campeonato Mundial Peso Pesado de WWE como el número 28, con una duración de 7 minutos, pero fue eliminado por el eventual ganador, Triple H. La noche siguiente en Raw, Ziggler fue derrotado por Kevin Owens, pero lo derrotó las siguientes dos semanas. El 15 de febrero en Raw, Ziggler estuvo involucrado en un Fatal 5-Way match por el Campeonato Intercontinental, donde Owens recuperó el título luego de cubrir a Tyler Breeze. En Fastlane, Ziggler desafió a Owens a una lucha por el Campeonato Intercontinental, la cual perdió. Durante las siguientes semanas, Ziggler comenzó a reanudar su feudo con The Authority, y en el episodio del 14 de marzo de Raw, confrontó a Triple H y Stephanie McMahon. Esto dio lugar a que Ziggler obtuviera una lucha contra Triple H donde, si ganaba, podría elegir su combate en WrestleMania 32 (excluyendo el combate por el Campeonato Mundial Peso Pesado de WWE); sin embargo, Ziggler perdió. En WrestleMania 32, Ziggler compitió contra Kevin Owens, Sami Zayn, The Miz, Stardust, Sin Cara y Zack Ryder en un Ladder match por el Campeonato Intercontinental, el cual ganó Ryder.

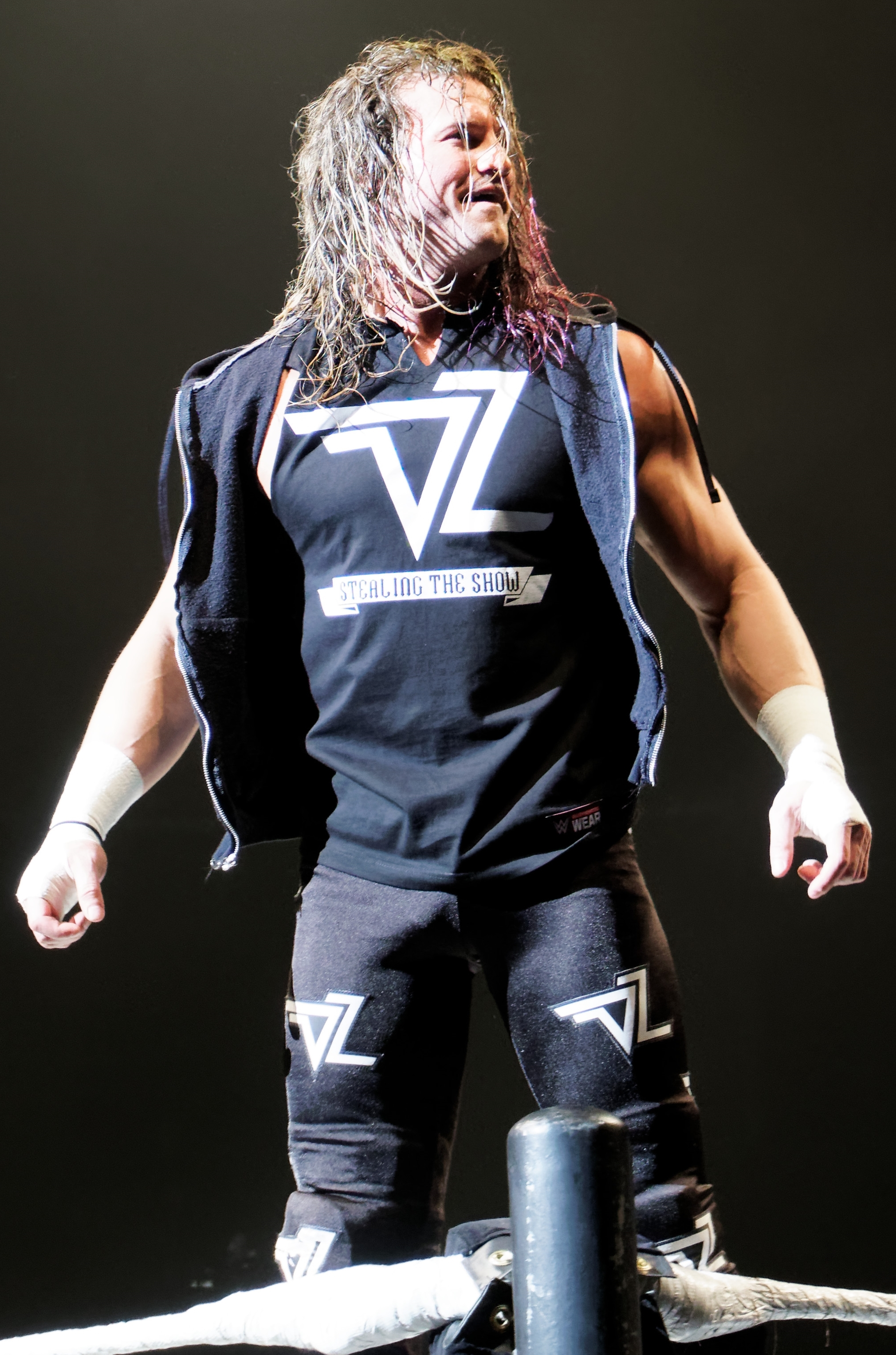
Ziggler en abril de 2016.

Después de WrestleMania 32, Ziggler se enfrentó a Baron Corbin en una lucha que terminó en doble cuenta fuera en el episodio del 4 de abril de Raw, lo que llevó a Corbin a aplicarle un End of Days fuera del ring a Ziggler, iniciando un feudo en el proceso. En el pre-show de Payback, Ziggler derrotó a Baron Corbin. Los dos tuvieron un No Disqualification match en Extreme Rules, donde Corbin ganó después de darle un golpe bajo a Ziggler. Después de Extreme Rules, la noche siguiente en Raw, Ziggler tuvo una confrontación tras bastidores con Corbin y lo desafió a una lucha técnica la próxima semana. En esa lucha, Ziggler se descalificó intencionalmente cuando le dio una patada a Corbin en la ingle inmediatamente después de que comenzara el combate. Esto los llevó a una lucha en Money in the Bank, la cual Corbin ganó para terminar el feudo.

#### Varios reinados (2016–2018)
El 19 de julio, debido al Draft y a la nueva separación de marcas, Ziggler fue reclutado por la marca SmackDown. En el episodio del 26 de julio de SmackDown, Ziggler ganó un Six-Pack Challenge contra AJ Styles, Apollo Crews, Baron Corbin, Bray Wyatt y John Cena para convertirse en el contendiente número uno al Campeonato Mundial de WWE. En la edición del 2 de agosto de SmackDown, Ziggler defendió su oportunidad titular contra Bray Wyatt, para demostrar a sus críticos que era digno de estar en el evento principal. Ziggler ganó la lucha, pero luego fue atacado por Wyatt y Erick Rowan, quienes también atacaron a Dean Ambrose cuando intentó salvar a Ziggler. El 21 de agosto en SummerSlam, Ziggler fue derrotado por Ambrose, por lo que no pudo ganar el Campeonato Mundial de WWE. En la siguiente edición de SmackDown, AJ Styles comenzó a burlarse de Ziggler por su derrota, causando una lucha con la estipulación de que si Ziggler ganaba, el evento principal de Backlash habría sido un Triple Threat match. Sin embargo, Ziggler fue derrotado por Styles. En Backlash, Ziggler no pudo ganar el Campeonato Intercontinental de The Miz después de que Maryse roció algo en los ojos de Ziggler, mientras que Miz distrajo al árbitro. Después de no poder ganar el Campeonato Intercontinental en las siguientes semanas, Ziggler desafió una vez más a Miz a una lucha titular en No Mercy con su carrera en juego. El 4 de octubre en SmackDown, en un segmento de MizTV, Miz emitió un "documental" paródico que mostraba los momentos de carrera más bajos de Ziggler. Posteriormente, presentó a los antiguos compañeros de equipo de Ziggler, Kenny y Mikey de The Spirit Squad, quienes terminarían atacando a Ziggler por orden de Miz. En No Mercy, Ziggler derrotó a The Miz, ganando el Campeonato Intercontinental por quinta vez y salvando su carrera.
En el episodio del 1 de noviembre de SmackDown, la primera defensa exitosa de Ziggler fue contra Curt Hawkins, a quien derrotó en siete segundos, también hizo un desafío para Survivor Series a cualquiera en el elenco de Raw. En el siguiente episodio de Raw, Sami Zayn derrotó a Rusev para ganar el derecho de aceptar el desafío; sin embargo, Ziggler defendió su campeonato contra Miz en el episodio 900 de SmackDown, y fue derrotado después de una distracción de Maryse, finalizando su reinado a los 37 días. En la edición del 22 de noviembre de SmackDown, se anunció que Ziggler se enfrentaría a Miz en un Ladder match en TLC: Tables, Ladders & Chairs por el Campeonato Intercontinental en lo que se anunció como el último combate entre los dos, donde Ziggler fue derrotado. En la edición del 13 de diciembre de SmackDown, Ziggler cubrió a Dean Ambrose en un Fatal 5-Way match que también involucró a The Miz y Luke Harper, para convertirse en el contendiente número uno al Campeonato de WWE de AJ Styles. La semana siguiente en SmackDown, Baron Corbin confrontó a Ziggler, y los dos tuvieron un enfrentamiento con el puesto de contendiente número uno de Ziggler en juego. La lucha terminó en doble cuenta fuera, por lo que el gerente general Daniel Bryan hizo de la lucha por el Campeonato de WWE en el episodio del 27 de diciembre de SmackDown un Triple Threat match entre Styles, Ziggler y Corbin. En ese combate, Styles retuvo el Campeonato de WWE después de cubrir a Ziggler.
En el episodio del 3 de enero de 2017 de SmackDown, después de ser derrotado por Baron Corbin, Kalisto llegó a la salvación de Ziggler durante un ataque de Corbin posterior a la lucha, pero después Ziggler le aplicó un superkick a Kalisto, convirtiéndose en heel en el proceso por primera vez desde junio de 2013. Luego de eso, Ziggler atacaría a Apollo Crews tras bastidores después de ser interrogado por sus acciones. En el episodio del 17 de enero de SmackDown, fue invitado a un segmento especial de King's Court con Jerry Lawler. Con orgullo asumió la responsabilidad del ataque al corazón que sufrió Lawler en septiembre de 2012, y luego le aplicó un superkick a Lawler antes de marcharse del ring, consolidando así su cambio a heel. El 29 de enero en Royal Rumble, Ziggler ingresó al Royal Rumble match como el número 24, siendo eliminado por Brock Lesnar. En el siguiente episodio de SmackDown, Ziggler derrotó a Kalisto en una lucha individual. Después de la lucha, Ziggler intentó quitarle la máscara a Kalisto, pero fue detenido por Apollo Crews. En Elimination Chamber, Ziggler perdió ante Apollo Crews & Kalisto en un 2-out-of-3 Falls match. Después del combate, Ziggler atacó a los vencedores, pisando fuertemente el tobillo de Crews después de colocarlo en una silla. Esto los llevó a un Chairs match en el episodio del 28 de febrero en SmackDown, donde Ziggler fue victorioso. El 2 de abril en el kick-off de WrestleMania 33, Ziggler formó parte del André the Giant Memorial Battle Royal, donde logró eliminar R-Truth, Rhyno y Tian Bing, pero fue eliminado por el eventual ganador Mojo Rawley. En el episodio del 18 de abril de SmackDown, Ziggler no se convirtió en el contendiente número uno al Campeonato de WWE después de perder un Six-Pack Challenge. La siguiente semana en SmackDown, tuvo una confrontación con Shinsuke Nakamura. Ziggler y Nakamura se enfrentaron en Backlash, donde Nakamura salió victorioso. En el episodio del 23 de mayo de SmackDown, anunció que Ziggler sería un participante en el Money in the Bank Ladder match en Money in the Bank. Una semana después en SmackDown, Ziggler derrotó a otro de los participantes, AJ Styles, en una lucha individual en el evento principal. Ziggler no ganaría el Money in the Bank Ladder match, el cual fue ganado por Baron Corbin. En el episodio del 4 de julio de SmackDown, Ziggler participó en un Independence Day Battle Royal por una oportunidad por el Campeonato de Estados Unidos, pero no logró ganar al ser el primer eliminado.
Luego de un tiempo alejado de la televisión, Ziggler regresó en la edición del 22 de agosto de SmackDown para declarar que se sometería a un cambio de gimmick a partir de la siguiente semana. Más tarde, Ziggler comenzó a burlarse, semana tras semana, de las entradas de luchadores actuales y anteriores, como John Cena, Bayley, Naomi, Shawn Michaels y Randy Savage. Ziggler creía que a los fanáticos solo les importaban las entradas elaboradas, y no las actuaciones en el ring, donde afirmaba que era el mejor. Sin embargo, después de burlarse de la entrada de The Undertaker, Ziggler fue interrumpido por Bobby Roode, quien desafió a Ziggler a una lucha en Hell in a Cell, lo que Ziggler aceptó. En el evento, parecía que Ziggler iba a entrar con su música habitual y los gráficos de titantron, pero la música se cortó y los gráficos se apagaron, y simplemente ingresó sin música y titantron (como un luchador en la década de 1980 o antes). Luego de eso, fue derrotado por Roode, quien lo cubrió mientras sostenía sus medias. Justo después de eso, Ziggler atacó a Roode por detrás con un Zig Zag. En la edición del 17 de octubre de SmackDown, Ziggler derrotó a Roode en una lucha de revancha por pinfall mientras sostenía sus medias, similar a cómo Roode lo derrotó. En la edición del 31 de octubre de SmackDown, Ziggler no se ganó un lugar en el Team SmackDown para el 5-on-5 Survivor Series Traditional Elimination match contra el Team Raw en Survivor Series luego de haber sido derrotado por Roode en un 2-out-of-3 Falls match. El 25 de noviembre en el evento en vivo Starrcade, Ziggler fue derrotado por Roode en una lucha con Arn Anderson como árbitro externo especial.
Ziggler estuvo involucrado en una confrontación verbal tras bastidores tanto con Roode como con el campeón de Estados Unidos Baron Corbin en el episodio del 5 de diciembre de SmackDown, donde Roode derrotó a Corbin por descalificación luego de ser atacado por Ziggler. La semana siguiente en SmackDown, Roode interfirió en una lucha entre Ziggler y Corbin de manera similar, lo que resultó en una victoria por descalificación para Ziggler. En Clash of Champions, Ziggler derrotó a Corbin y Roode en un Triple Threat match para ganar por segunda vez en su carrera el Campeonato de Estados Unidos. En el episodio del 19 de diciembre de SmackDown, Ziggler tuvo una celebración que fue una retrospectiva de su carrera en la WWE; dijo que los aficionados no lo merecían y colocó el título en el centro del ring antes de irse. Una semana más tarde en SmackDown, el gerente general Daniel Bryan dijo que Ziggler no estaba en ninguna parte y que efectivamente había abandonado su título, por lo que se celebraría un torneo para coronar a un nuevo campeón (el cual fue ganado por Bobby Roode).
Ziggler hizo su regreso el 28 de enero de 2018 en Royal Rumble, ingresando al Men's Royal Rumble match como el participante sorpresa número 30. Sin embargo, después de eliminar a Goldust, Ziggler fue eliminado por Finn Bálor. Después del episodio del 6 de febrero de SmackDown, el comisionado Shane McMahon anunció en Twitter que el ganador de una lucha entre Ziggler y Baron Corbin la semana siguiente en SmackDown se agregaría al combate por el Campeonato de WWE en Fastlane para convertirlo en un Fatal 4-Way match. Antes de que comenzara la lucha, Kevin Owens y Sami Zayn atacaron a Corbin tras bastidores y luego atacaron a Ziggler en el escenario para evitar que fueran agregados al combate. En respuesta, Shane programó a Owens para enfrentar a Corbin y s Zayn para enfrentar a Ziggler, con Corbin y Ziggler agregados al combate si ganaban sus respectivas luchas, mientras que también amenazó que si Owens o Zayn interferían en la lucha del otro, esa persona sería eliminada del combate titular. Corbin y Ziggler ganaron sus respectivas luchas, por lo que el combate por el Campeonato de WWE se convirtió en un Fatal 5-Way match para Fastlane. Durante las siguientes semanas, Ziggler fue atacado por Owens durante una lucha contra Zayn e interfirió en varios de los combates de su oponente, incluido el recientemente agregado John Cena, para lo que luego el combate titular se convirtió en un Six-Pack Challenge. En el evento, AJ Styles retendría su título al cubrir a Owens. En el SmackDown Live del 3 de abril juntó a Baron Corbin, Mojo Rawley & Primo Colon derrotaron a Tye Dillinger, Zack Ryder &  Breezango(Tyler Breeze & Fandango), Ziggler participó en el André the Giant Memorial Battle Royal en WrestleMania 34, pero no ganó el combate.

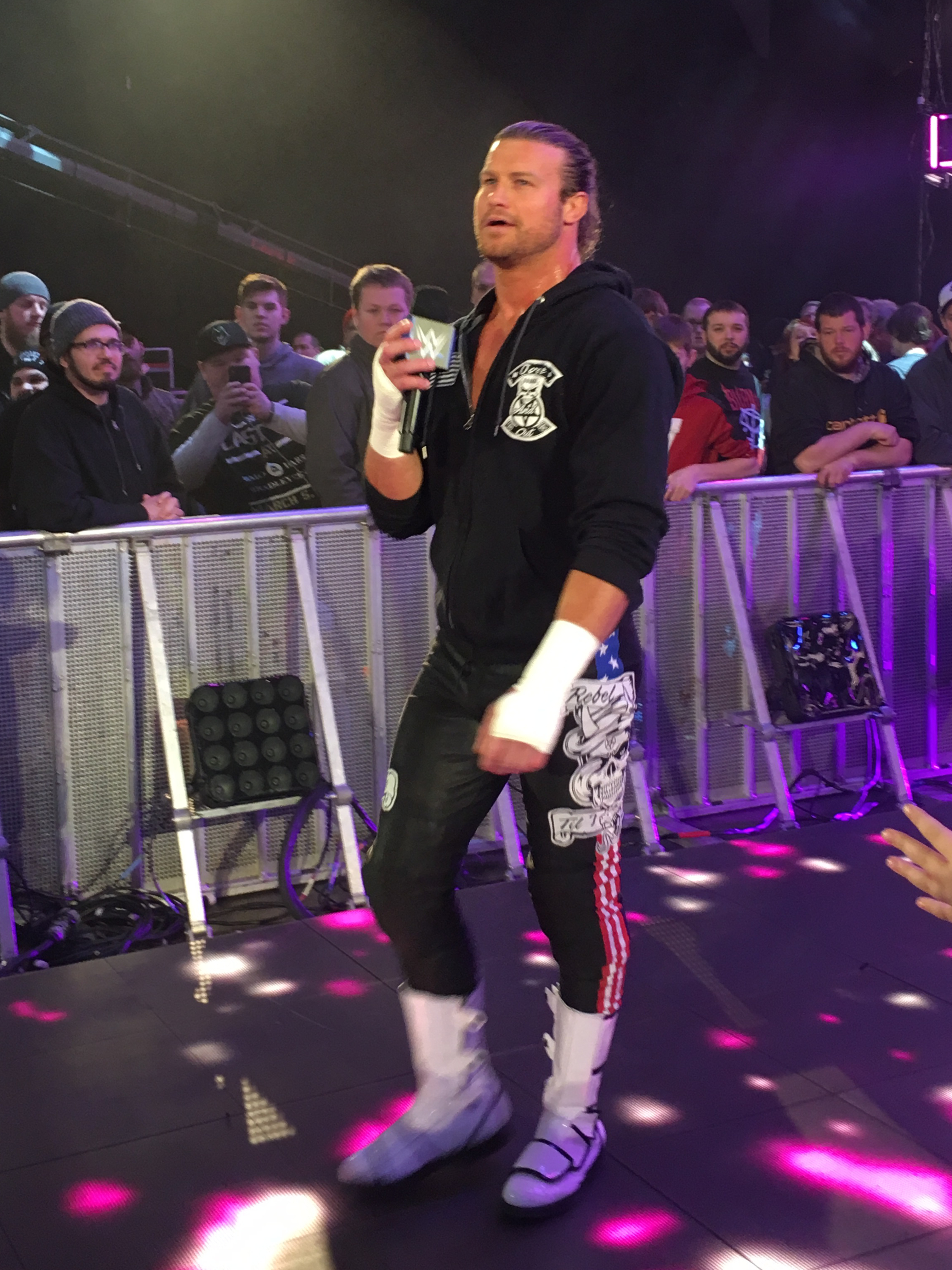
Ziggler en 2018.

#### Alianza con Drew McIntyre (2018–2019)
En el episodio del 16 de abril de Raw, Ziggler fue transferido a la marca Raw debido al Superstar Shake-up. Esa misma noche, a Ziggler se le ofreció un lugar para unirse a Titus Worldwide (Titus O'Neil & Apollo Crews), pero se negó. Ziggler dijo que no había regresado solo a Raw. Momentos después, Drew McIntyre emergió de la multitud y atacó junto a Ziggler a Titus Worldwide. La semana siguiente en Raw, Ziggler & McIntyre derrotaron a Titus Worldwide. La semana siguiente en Raw, Ziggler & McIntyre perdieron un Tag Team Battle Royal para determinar al equipo contendiente número uno a los Campeonatos en Parejas de Raw, después de que Ziggler fuera eliminado. En el episodio del 18 de junio de Raw, Ziggler respondió al desafío abierto de Seth Rollins por el Campeonato Intercontinental. Ziggler derrotó a Rollins con un roll-up mientras sostenía sus medias para capturar el campeonato por sexta vez en su carrera. Ziggler retuvo su título una semana después en Raw, perdiendo por descalificación después de que McIntyre atacara a Rollins. En Extreme Rules, Ziggler derrotó a Rollins con un marcador de 5-4 en un 30-minute Iron Man match para retener el campeonato. Después de varias semanas de que McIntyre ayudara a Ziggler en todas las situaciones, Dean Ambrose regresó en el episodio del 13 de agosto de Raw para igualar las probabilidades de Rollins. En SummerSlam, Rollins (con Ambrose en su esquina) derrotó a Ziggler para recuperar el campeonato.
En el episodio del 3 de septiembre de Raw, Ziggler y McIntyre formaron un stable con Braun Strowman conocido como The Dogs of War para combatir contra The Shield. También atacaron a The Revival antes de su combate por los Campeonatos en Parejas de Raw contra The B-Team (Bo Dallas & Curtis Axel). Como resultado, Ziggler y McIntyre tomaron su lugar en el combate, capturando los títulos. La semana siguiente en Raw, retuvieron los títulos ante The B-Team en una revancha titular. Luego de eso, defendieron con éxito los títulos en Hell in a Cell contra Rollins & Ambrose. La noche siguiente en Raw, Ziggler invocó su cláusula de revancha por el Campeonato Intercontinental contra Rollins, pero no logró recuperar el título. El 6 de octubre en el evento Super Show-Down, desde Melbourne, Australia, McIntyre, Strowman y Ziggler se enfrentaron a The Shield en un Six-man Tag Team match después de semanas de feudo con el grupo, pero perdieron después de que Ziggler fuera cubierto por Dean Ambrose. Durante las siguientes dos semanas, los respectivos grupos se enfrentaron de nuevo en Raw, con el grupo de Ziggler ganando el primer combate, pero perdiendo el último después de que Ziggler nuevamente fuera cubierto por Ambrose. Durante los dos combates, surgieron tensiones entre Ziggler, McIntyre y Strowman. Después de perder el último enfrentamiento, Strowman traicionó a Ziggler y lo atacó, antes de ser derribado por McIntyre con un Claymore. En el mismo episodio, Ziggler clasificó en el torneo por la Copa Mundial de WWE en Crown Jewel al derrotar a Dean Ambrose. La semana siguiente en Raw, Ziggler & McIntyre perdieron los Campeonatos en Parejas de Raw ante Rollins & Ambrose debido a una interferencia de Strowman. En Crown Jewel, desde Riad, Arabia Saudita, Ziggler derrotó a Kurt Angle en la primera ronda, a Rollins en la semifinal, pero perdió a Shane McMahon en la final, quien reemplazó a The Miz en el último momento del torneo debido a una lesión. Después de Crown Jewel, tanto Ziggler como McIntyre fueron incluidos en el Team Raw para el Traditional Survivor Series Elimination Men's match contra el Team SmackDown en Survivor Series. A pesar de que Ziggler fue eliminado por Shane McMahon, el equipo obtuvo una victoria decisiva de 3-0 sobre el Team SmackDown.
En el episodio del 3 de diciembre de Raw, la alianza entre Ziggler y McIntyre terminó después de que McIntyre afirmara que Ziggler era "un medio para lograr un puesto en una posición prominente" y terminó con su asociación. Después de que Ziggler atacara a McIntyre, los dos se enfrentaron en una lucha individual, la cual Ziggler ganó después de una interferencia de Finn Bálor. La semana siguiente en Raw, Ziggler fue derrotado por McIntyre en una lucha de revancha. En TLC: Tables, Ladders & Chairs, Ziggler interfirió en la lucha de Bálor contra McIntyre para beneficiar a Bálor en su victoria. Más tarde esa misma noche, Ziggler interrumpió una entrevista realizada a Bálor tras bastidores, alegando que Bálor había derrotado a McIntyre gracias a su ayuda y que sin él no hubiera podido hacerlo, lo que causó un pequeño altercado entre los dos. Esto provocó una lucha entre los dos, la cual tuvo lugar la noche siguiente en Raw y terminó sin resultado debido a una interferencia de McIntyre, quien atacó a ambos. Esa misma noche, en las grabaciones del episodio del 24 de diciembre de Raw, Ziggler se enfrentó a Bálor y McIntyre en un Triple Threat match, el cual ganó Bálor después de cubrir a Ziggler.
 En el episodio del 31 de diciembre de Raw, Ziggler fue derrotado por McIntyre en un Steel Cage match para terminar el feudo.
Después de varias semanas de ausencia, Ziggler regresó el 27 de enero de 2019 en Royal Rumble, ingresando al Royal Rumble match como el número 28 y logró eliminar a McIntyre. Ziggler duró en el combate hasta los últimos tres sobrevivientes, antes de ser eliminado por Braun Strowman. Luego de eso, Ziggler desaparecería nuevamente de la televisión de la WWE sin previo aviso debido a una gira de comedia que comenzó justo después de Royal Rumble.

#### The Dirty Dawgs (2019–2022)
Luego de una ausencia de cuatro meses, Ziggler regresó en el episodio del 21 de mayo de SmackDown, apareciendo a través de la regla de invitación sorpresa, y atacando brutalmente al Campeón de WWE Kofi Kingston, quien había derrotado a Sami Zayn minutos antes en una lucha no titular. Luego, Ziggler desafió a Kingston a una lucha por el Campeonato de WWE en Super Show-Down, lo cual Kingston aceptó. Kingston ganó la lucha gracias a una interferencia de Xavier Woods, miembro de The New Day. Posteriormente, Ziggler desafió a Kingston a un Steel Cage match por el título en Stomping Grounds, el cual Kingston también ganó luego de escapar de la jaula. Durante ese tiempo, Ziggler fue traspasado oficialmente a SmackDown. En Extreme Rules, Ziggler perdió ante Kevin Owens en 17 segundos. El 27 de julio en el evento Smackville, Kofi Kingston defendió con éxito el título contra Ziggler y Samoa Joe en un Triple Threat match.
En el episodio del 23 de julio de SmackDown, Ziggler interrumpió a Shawn Michaels durante su aparición en "Miz TV", donde Ziggler insultó a Michaels, por lo que The Miz intervino pero Michaels lo retiró. Luego, Ziggler golpeó a Miz y le aplicó un superkick a Michaels. Debido a eso, un encuentro entre Miz y Ziggler fue programado para SummerSlam, pero durante la firma de contrato en el episodio del 5 de agosto de Raw, Miz reveló que su combate sería en el siguiente episodio de Raw (la noche después de SummerSlam) y que Ziggler pelearía contra alguien más en el evento. Ziggler supuso que Miz se refería a Michaels, pero en cambio Goldberg apareció, un hombre que Ziggler también había menospreciado en sus promos contra Michaels, y fue revelado como el oponente de Ziggler para SummerSlam, donde Goldberg derrotó a Ziggler en seis minutos. La noche siguiente en Raw, Ziggler fue derrotado por Miz. Después del combate, Ziggler comenzó a insultar a Miz, haciendo que este último regresara al ring para aplicarle un Skull Crushing Finale.
En el episodio del 26 de agosto de Raw, Ziggler se asoció con Robert Roode para ganar un Tag Team Turmoil match y así obtener una lucha por los Campeonatos en Parejas de Raw contra Seth Rollins y Braun Strowman en Clash of Champions. En Clash of Champions, Ziggler & Roode derrotaron a Rollins & Strowman para ganar los Campeonatos en Parejas de Raw, marcando con eso el segundo reinado individual de Ziggler. El 30 de septiembre en la premier de temporada de Raw, Ziggler & Roode tuvieron su primera defensa titular, derrotando a Heavy Machinery (Otis & Tucker). En el episodio del 7 de octubre de Raw, Ziggler & Roode perdieron ante The Viking Raiders (Ivar & Erik) en una lucha no titular. En el episodio del 14 de octubre de Raw, Ziggler & Roode perdieron los Campeonatos en Parejas de Raw ante The Viking Raiders, terminando su reinado a los 29 días. Más tarde, debido al Draft, se anunció que Ziggler permanecería en la marca SmackDown junto con Roode, quien fue traspasado a dicha marca. El 31 de octubre en Crown Jewel, Ziggler & Roode compitieron en un Tag Team Turmoil match por la Copa Mundial en Parejas de WWE, eliminando a Lucha House Party (Lince Dorado & Gran Metalik) y al equipo de Curt Hawkins & Zack Ryder, antes de ser eliminados por Heavy Machinery. En el episodio del 8 de noviembre de SmackDown, Ziggler y Roode interfirieron en la lucha de Roman Reigns contra King Corbin, permitiéndole a Corbin llevarse la victoria. La semana siguiente en SmackDown, Ziggler & Roode fueron derrotados por Mustafa Ali & Shorty G, por lo que no ganaron la posibilidad de reemplazarlos dentro del Team SmackDown en Survivor Series. En Survivor Series, Ziggler & Roode ganaron un Interbrand Tag Team Battle Royal después de eliminar finalmente a The Street Profits (Angelo Dawkins & Montez Ford).
En Royal Rumble, junto a Robert Roode, intervinieron en el combate de King Corbin contra Roman Reigns en un Falls Count Anywhere Match, sin embargo fueron atacados por The Usos, más tarde esa noche, participó en el 30-Man Royal Rumble Match, entrando de #19, sin embargo fue eliminado por Roman Reigns, durando 12 minutos y 20 segundos. Posteriormente comenzó un feudo contra Otis por el afecto de Mandy Rose. En la noche 2 de WrestleMania 36, fue derrotado por Otis, durante el combate Mandy Rose le aplicó un «Low Blow». Se enfrentó a Otis en un combate clasificatorio al Men's Money In The Bank Ladder Match, sin embargo perdió, terminando así el feudo.
En el SmackDown! del 29 de mayo, se enfrentó a Sheamus, King Corbin, Lince Dorado, Shinsuke Nakamura, Shorty G, Jey Uso, Cesaro, Gran Metalik y a Drew Gulak en una Battle Royal Match para reemplazar a Jeff Hardy en el Torneo por el vacante Campeonato Intercontinental, debido a que fue arrestado(kayfabe), sin embargo fue eliminado por Corbin.
El 22 de junio en RAW anunció que fue traspasado a la marca roja, lo hizo retando a su excompañero Drew McIntyre por el Campeonato de WWE en Extreme Rules. En Extreme Rules: The Horror's Show, se enfrentó a Drew McIntyre en un Extreme Rules Match que sólo era válida para Ziggler, por el Campeonato de la WWE, sin embargo perdió, la siguiente noche en Raw, le pidió a Drew McIntyre otra oportunidad al Campeonato de la WWE a lo cual McIntyre aceptó, pero ahora sería McIntyre quien eligiera la estipulación, esa misma noche en Raw, se enfrentó a Drew McIntyre en un Extreme Rules Match por el Campeonato de la WWE, sin embargo perdió, terminando así su feudo.
En el Raw del 28 de septiembre, introdujo a su compañero Robert Roode que hacia su regreso aceptando el reto abierto de Drew McIntyre por el Campeonato de la WWE, sin embargo perdió, la siguiente semana en Raw, junto a Randy Orton & Robert Roode derrotaron a Drew McIntyre & The Street Profits(Angelo Dawkins & Montez Ford), posteriormente junto a Robert Roode anunciaron que irían por los Campeonatos en Parejas de Raw, la siguiente semana en Raw Draft, junto a Robert Roode se enfrentaron a The New Day(Kofi Kingston & Xavier Woods) por los Campeonatos en Parejas de Raw, sin embargo perdieron.
En el Draft, junto a Robert Roode fueron traspasados a SmackDown! como equipo. En el SmackDown! del 16 de octubre, junto a Robert Roode se enfrentaron a The Street Profits(Angelo Dawkins & Montez Ford) por los Campeonatos en Parejas de SmackDown!, sin embargo terminó sin resultado, la siguiente semana en SmackDown!, junto a Robert Roode, Cesaro & Shinsuke Nakamura fueron derrotados por Daniel Bryan, Kevin Owens & The Street Profits(Angelo Dawkins & Montez Ford), la siguiente semana en SmackDown!, se enfrentó a Kevin Owens para clasificar al Team SmackDown en Survivor Series, sin embargo perdió, en el SmackDown! del 13 de noviembre, fue derrotado por Otis, la siguiente semana en SmackDown!, junto a Robert Roode, King Corbin & Sami Zayn fueron derrotados por The New Day(Kofi Kingston & Xavier Woods) & The Street Profits(Angelo Dawkins & Montez Ford). En el Kick-Off de Survivor Series, participó como parte de SmackDown en la Dual Brand Battle Royal, eliminando a Rey Mysterio, sin embargo fue eliminado por Dominik Mysterio, 5 días después en SmackDown!, junto a Robert Roode derrotaron a los Campeones en Parejas de SmackDown! The Street Profits(Angelo Dawkins & Montez Ford) en un combate no titular, la siguiente semana en SmackDown!, junto a Sami Zayn & Shinsuke Nakamura fueron derrotados por Daniel Bryan, Big E & Rey Mysterio en un combate tributo a Pat Patterson, el primer Campeón Intercontinental de la WWE, después del combate intentaron atacar Bryan, Big E & Mysterio, pero no pudieron, la siguiente semana en SmackDown!, derrotó al Campeón en Parejas de SmackDown! Montez Ford, la siguiente semana en SmackDown!, junto a Robert Roode se enfrentaron a The Street Profits(Angelo Dawkins & Montez Ford) por los Campeonatos en Parejas de SmackDown!, sin embargo perdieron.
Comenzando el 2021, en el SmackDown! del 1.º de enero, junto a Robert Roode atacaron a los Campeones en Parejas de SmackDown! The Street Profits(Angelo Dawkins & Montez Ford) mientras hacían su segmento de Street Profits Predictions, la siguiente semana en SmackDown!, junto a Robert Roode derrotaron a The Street Profits(Angelo Dawkins & Montez Ford) y ganaron los Campeonatos en Parejas de SmackDown! por primera vez. En Royal Rumble, participó en el Men's Royal Rumble Match, entrando de #6, eliminando a Jeff Hardy, sin embargo fue eliminado por Kane, durando 20 minutos y 30 segundos. 5 días después en SmackDown!, junto a Robert Roode derrotaron a Chad Gable & Otis en un combate no titular, la siguiente semana en SmackDown!, junto a Robert Roode, se enfrentaron a Cesaro & Daniel Bryan por los últimos 2 puestos en la Elimination Chamber Match por una oportunidad al Campeonato Universal de la WWE de Roman Reigns en Elimination Chamber, sin embargo perdieron, sin sus títulos en juego. En el SmackDown! del 12 de marzo, junto a Robert Roode, Chad Gable & Otis fueron derrotados por The Street Profits(Angelo Dawkins & Montez Ford), Dominik & Rey Mysterio, en el SmackDown! del 26 de marzo, fue derrotado por Rey Mysterio, durante el combate su compañero Robert Roode interfirió a su favor y Dominik interfirió a favor de Mysterio, la siguiente semana en SmackDown!, junto a Robert Roode, Chad Gable & Otis, derrotaron a The Street Profits(Angelo Dawkins & Montez Ford), Dominik & Rey Mysterio y a la siguiente semana en el SmackDown! WresttleMania Edition, junto a Robert Roode derrotaron a The Street Profits(Angelo Dawkins & Montez Ford), Dominik & Rey Mysterio y a Chad Gable & Otis en una Fatal-4 Way Tag Team Match y retuvieron los Campeonatos en Parejas de SmackDown!, obteniendo su segundo wrestlemania moment efectivo la siguiente semana en SmackDown!, junto a Robert Roode derrotaron a The Street Profits(Angelo Dawkins & Montez Ford) reteniendo los Campeonatos en Parejas de SmackDown!, En WrestleMania Backlash, Ziggler y Roode perdieron los títulos ante The Mysterios terminando su reinado a los 128 días.
En Survivor Series, participó en el 25-Man Dual Brand Battle Royal en conmemoración a los 25 años de carrera de The Rock, junto a Robert Roode eliminaron a Mansoor, sin embargo fue eliminado por AJ Styles.
En Royal Rumble, participó en el Men's Royal Rumble Match entrando en #16, pero fue eliminado por Rey Mysterio y Bad Bunny.  Posteriormente, Ziggler entraría en una rivalidad con el luchador de NXT Tommaso Ciampa.

#### Campeón de NXT, varias rivalidades y salida de la empresa (2022-2023)
En el episodio especial del 8 de marzo de Roadblock, Ziggler ganó el Campeonato de NXT al derrotar a Ciampa y al campeón defensor Bron Breakker, ganando su primer campeonato mundial en casi una década. El 15 de marzo en NXT, defendió su campeonato ante LA Knight, para luego ser retado por Breakker, quien exigió su revancha para el evento NXT: Stand & Deliver. El viernes 1 de abril, participó como Campeón de NXT en la André the Giant Memorial Battle Royal efectuado en SmackDown, quedando entre los últimos cuatro cuando Madcap Moss los eliminó a él y a Robert Roode. En la mañana siguiente en Stand & Deliver, retuvo con éxito el campeonato ante Breakker. En el Raw post-WrestleMania, Ziggler defendió el campeonato enfrentando nuevamente a Breakker, perdiéndolo tras 27 días de reinado.
Tras perder el campeonato, Ziggler regresó a Raw en la edición del 6 de junio, donde atacó a MVP al momento de interferir a favor de Roode durante su lucha contra Omos. El 11 de julio, estuvo involucrado el combate entre Riddle & Bobby Lashley contra Seth Rollins & Theory, atacando a este último con un superkick, lo que indicaría un cambio a face por primera vez desde 2017. En el episodio del 15 de agosto, fue derrotado en un combate individual por Theory, acabando su feudo con él.
En el episodio del 16 de enero de 2023 de Raw, Ziggler compitió contra Finn Bálor, The Miz, Seth Rollins, Baron Corbin y Bobby Lashley en una lucha de eliminación por una oportunidad al Campeonato de los Estados Unidos de Austin Theory, pero fue eliminado por Rollins. En el SmackDown WrestleMania Edition, participó en el André the Giant Memorial Battle Royal, sin embargo fue eliminado por Bobby Lashley.
Como parte del Draft, se anunció que Ziggler era una de las superestrellas seleccionadas que había firmado un contrato de agente libre que a su vez le permite aparecer en cualquier marca como miembro activo cuando lo desee. El 21 de septiembre de 2023, luego de 19 años trabajando para WWE, Ziggler fue liberado de su contrato.

### World Wrestling Council (2023-presente)
El 10 de diciembre de 2023 se anunció que Nemeth haría su debut para el World Wrestling Council (WWC) el 20 de enero de 2024, contra Ray González. 

### New Japan Pro-Wrestling (2024-presente)
Durante Wrestle Kingdom 18, se mostró la presencia de Nick junto a su hermano Ryan Nemeth previamente a la lucha por el Campeonato en Parejas de la IWGP y el Campeonato en Parejas de Peso Abierto STRONG, aunque después de la lucha por el inaugural Campeonato Global Peso Pesado de la IWGP, fue confrontado y posteriormente atacado por David Finlay.  Después de la rueda de prensa de NJPW, atacó a Finlay para luego ir en busca del nuevo Campeonato Global.

### Total Nonstop Action Wrestling (2024-presente)
Nemeth hizo su debut para Total Nonstop Action Wrestling (TNA) en el PPV Hard To Kill el 13 de enero de 2024, enfrentándose al nuevo Campeón Mundial de TNA, Moose.

### Lucha Libre AAA Worldwide (2024-presente)
El 18 de marzo de 2024 se anunció que Nemeth haría su debut para Lucha Libre AAA Worldwide (AAA) en Triplemanía XXXII: Monterrey, para enfrentar a Alberto El Patrón, su antiguo rival en WWE, por el Megacampeonato de AAA vacante. En el evento, Nemeth derrotó a El Patrón para ganar el Megacampeonato de AAA por primera vez en su carrera, haciendo de este su primer Campeonato Mundial fuera de WWE en suelo mexicano. Su reinado terminó 112 días después en la Triplemanía de la Ciudad de México tras perder el título ante Alberto el 17 de agosto.

## Otros medios
El 3 de noviembre de 2009, Nemeth apareció en un episodio de "Deal or No Deal" con Maria Kanellis y Eve Torres. El 9 de agosto de 2010, apareció en el programa de Lopez Tonight, en donde cantó la canción I'm Too Sexy de Right Said Fred. En 2011, Nemeth apareció en un episodio de "Silent Library" junto a los también luchadores Chris Masters, Trent Baretta, JTG, Caylen Croft y Curt Hawkins. Nemeth realizó apariciones regulares en el canal de Youtube del también luchador de la WWE Zack Ryder, "Z! True Long Island Story" ("La verdadera historia de Long Island" en español), por medio de su sección llamada "Ask Z Heel" ("Pregúntale al Rudo Z" (Ziggler)). La serie finalizó el 11 de enero de 2013.
Ziggler ha aparecido en doce videojuegos. Su debut fue en WWE SmackDown vs. Raw 2010, luego continuó apareciendo en las siguientes entregas como en WWE SmackDown vs Raw 2011, WWE '12, WWE '13, WWE 2K14, WWE 2K15, WWE 2K16, WWE 2K17, WWE 2K18, WWE 2K19, WWE 2K20 y WWE 2K22.
Ziggler ha aparecidos en varios medios y series de la WWE, como Total Divas, en donde protagonizó un triángulo amoroso con Nikki Bella y John Cena.

## Vida personal
Nemeth es un ávido fanático de los Cleveland Browns. También habla con fluidez el lenguaje de señas estadounidense.
Tiene dos hermanos. Su hermano menor, Ryan, también es luchador profesional, actualmente firmó con la empresa AEW, y anteriormente trabajó con WWE en su marca NXT bajo el nombre de Briley Pierce. Su otro hermano, Donald, fue sentenciado a 15 años de prisión luego de declararse culpable de homicidio involuntario, secuestro y robo por su papel en un intento fallido de robo que condujo al asesinato de un ex marine en enero de 2016.
Es un buen amigo de sus excompañeros del Spirit Squad, particularmente de Michael Brendli (Mikey), con quien vivió en Florida hasta 2008. Nemeth tuvo una relación amorosa con la comediante Amy Schumer, aunque después rompieron luego de que Schumer argumentara que «demasiado atlético en lo sexual».

## Filmografía
| Series de Internet |            |                 |                     |
| Año                | Nombre     | Personaje       | Notas               |
| 2016               | Me Him Her |                 | Debut filmográfico. |
| 2016               | Countdown  | Ray Fitzpatrick |                     |

| Series de Internet |                 |                   |                                         |
| Año                | Nombre          | Personaje         | Notas                                   |
| 2009               | Deal or No Deal | Banquero invitado | Edición especial "Semana WWE"           |
| 2010               | Lopez Tonight   | Él mismo          | Episodio 121                            |
| 2011               | Silent Library  | Él mismo          | Temporada 4, episodio 62 "Edición WWE"  |
| 2014-2016          | Total Divas     | Él mismo          | Invitado (Temporadas 2-5): 11 episodios |

| Series de Internet |                           |           |                             |
| Año                | Nombre                    | Personaje | Notas                       |
| 2011-2013          | Z! True Long Island Story | Él mismo  | Segmento "Ask the Heel"     |
| 2012-2013, 2014    | WWE Download              | Anfitrión |                             |
| 2013-2015          | The JBL and Cole Show     | Él mismo  | Invitado (temporada 1, 2-5) |

## Campeonatos y logros

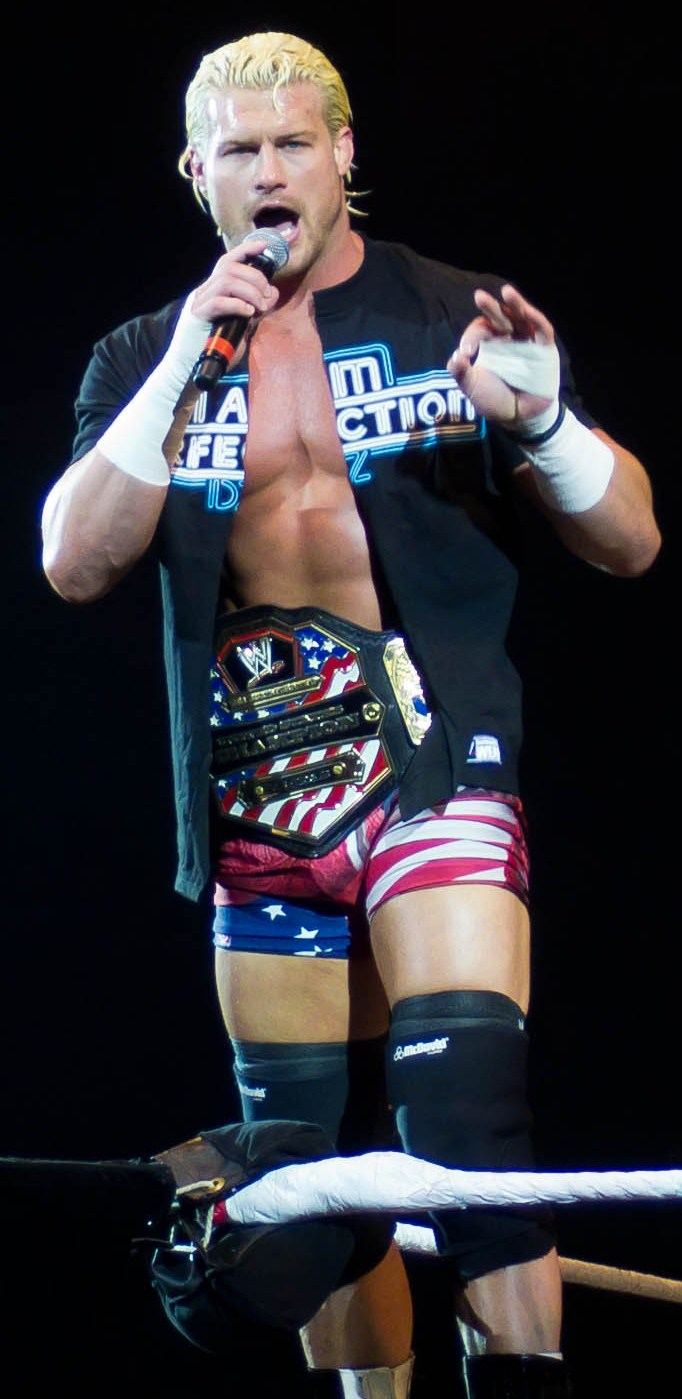
Ziggler como Campeón de los Estados Unidos de la WWE.

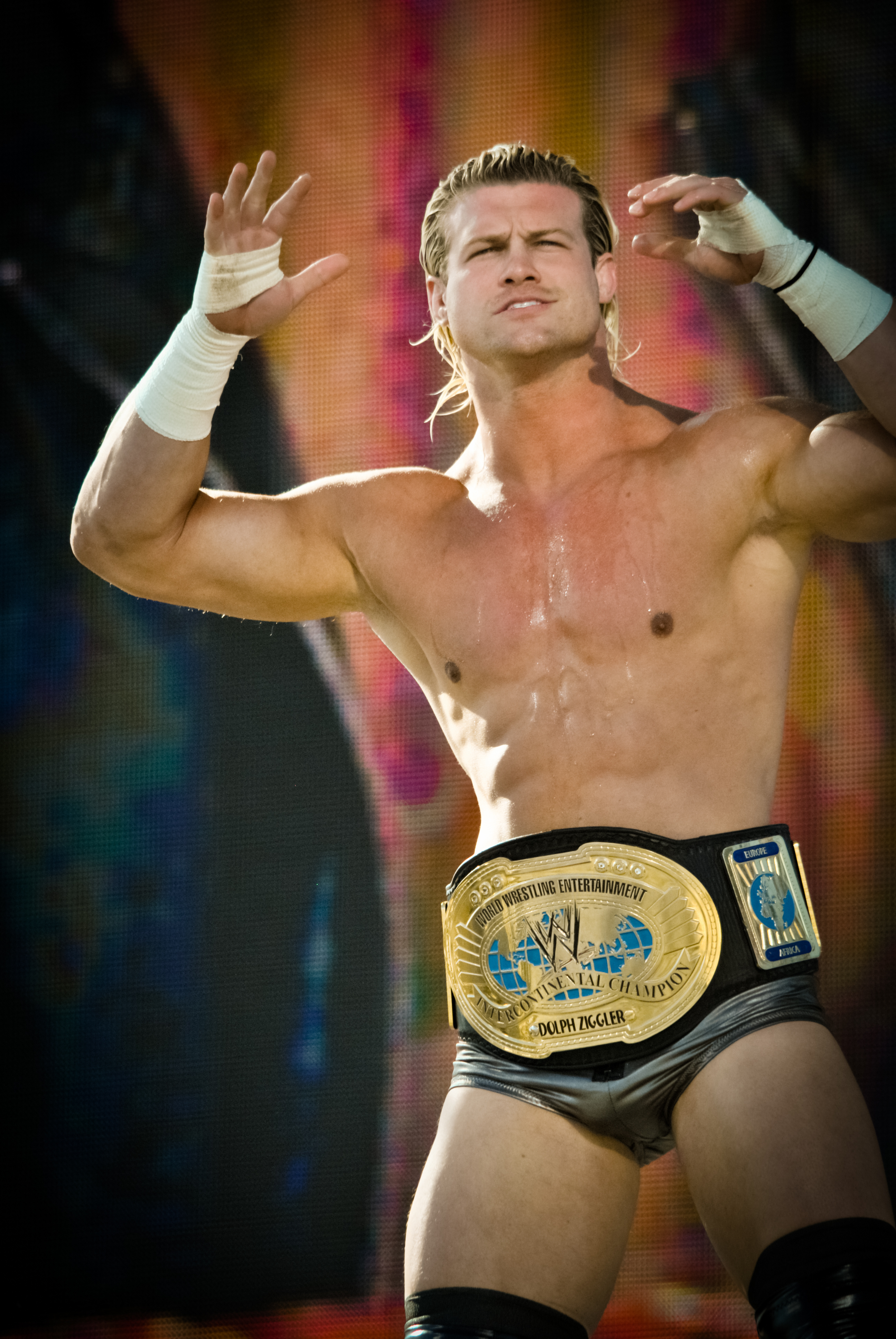
Ziggler como Campeón Intercontinental de la WWE.

- Florida Championship Wrestling/FCW
  - FCW Florida Tag Team Championship (2 veces) – con Brad Allen (1) y Gavin Spears (1)

- Lucha Libre AAA Worldwide/AAA
  - Megacampeonato de AAA (1 vez)

- New Japan Pro-Wrestling/NJPW
  - IWGP Global Heavyweight Championship (1 vez)

- Squared Circle Expo/SCE
  - SCX Championship (1 vez, actual)[338]

- Total Nonstop Action Wrestling/TNA
  - TNA World Championship (1 vez)
  - TNA World Tag Team Championship (1 vez, actual) - con Ryan Nemeth

- World Wrestling Entertainment/WWE
  - World Heavyweight Championship (2 veces)
  - NXT Championship (1 vez)
  - WWE Intercontinental Championship (6 veces)
  - WWE United States Championship (2 veces)
  - WWE/Raw Tag Team Championship (2 veces) – con Drew McIntyre (1), Robert Roode (1)
  - SmackDown Tag Team Championship (1 vez) – con Robert Roode
  - World Tag Team Championship (1 vez) – con The Spirit Squad
  - WWE World Cup (2019) – con Robert Roode
  - Money in the Bank (2012)
  - Triple Crown (vigesimosegundo)
  - Slammy Award (2 veces)
    - Best Twitter Handle or Social Champion (2014) – @HEELZiggler[339]
    - Match of the Year (2014) – Team Cena vs. Team Authority at Survivor Series[339]

- Pro Wrestling Illustrated
  - Clasificado en el puesto n.º 500 en los PWI 500 de 2005[340]
  - Clasificado en el puesto n.º 134 en los PWI 500 de 2006[341]
  - Clasificado en el puesto n.º 250 en los PWI 500 de 2007[342]
  - Clasificado en el puesto n.º 189 en los PWI 500 de 2008[343]
  - Clasificado en el puesto n.º 113 en los PWI 500 de 2009[344]
  - Clasificado en el puesto n.º 50 en los PWI 500 de 2010[345]
  - Clasificado en el puesto n.º 17 en los PWI 500 de 2011[346]
  - Clasificado en el puesto n.º 16 en los PWI 500 de 2012[347]
  - Clasificado en el puesto n.º 9 en los PWI 500 de 2013[348]
  - Clasificado en el puesto n.º 54 en los PWI 500 de 2014[349]
  - Clasificado en el puesto n.º 12 en los PWI 500 de 2015[350]
  - Clasificado en el puesto n.º 36 en los PWI 500 de 2016[351]
  - Clasificado en el puesto n.º 32 en los PWI 500 de 2017[352]
  - Clasificado en el puesto n.º 50 en los PWI 500 de 2018[353]
  - Clasificado en el puesto n.º 46 en los PWI 500 de 2019[354]
  - Clasificado en el puesto n.º 95 en los PWI 500 de 2020[355]
  - Clasificado en el puesto n.º 276 en los PWI 500 de 2021[356]
  - Clasificado en el puesto n.º 285 en los PWI 500 de 2022[357]
  - Clasificado en el puesto n.º 393 en los PWI 500 de 2023[358]
  - Clasificado en el puesto n.º 22 en los PWI 500 de 2024[359]

- Wrestling Observer Newsletter
  - Más Infravalorado (2011)[360]
  - Mayor Progreso (2011) 122
  - Luchador Más Amado (2010)

## Luchas de apuestas
| Apuesta                    | Ganador                                                              | Perdedor                                                             | Evento          | Fecha                   | Notas                                                             |
| -------------------------- | -------------------------------------------------------------------- | -------------------------------------------------------------------- | --------------- | ----------------------- | ----------------------------------------------------------------- |
| Contrato Money in the Bank | Dolph Ziggler                                                        | Chris Jericho                                                        | Raw             | 20 de agosto de 2012    | Ver listaChris Jericho apostó su contrato con la WWE en la lucha. |
| Trabajo                    | Team Cena (John Cena, Dolph Ziggler, Big Show, Erick Rowan y Ryback) | Team Authority (Seth Rollins, Kane, Mark Henry, Rusev y Luke Harper) | Survivor Series | 23 de noviembre de 2014 | Ver listaTeam Authority apostó ya no estar en el poder de la WWE. |
| Carrera                    | Dolph Ziggler                                                        | The Miz                                                              | No Mercy        | 9 de octubre de 2016    | Ver listaThe Miz apostó su Campeonato Intercontinental.           |